# アメリカ海軍艦艇一覧
アメリカ海軍艦艇一覧は、アメリカ合衆国海軍並びにアメリカ連合国海軍が過去保有した、および現在保有する、または将来保有する予定のもの、また未完成・計画中止を含めた歴代艦艇一覧である。
凡例

## 現有勢力（2019年現在（一部を除く））
- 国防予算：716億ドル(2019年現在）
- 海軍人員：33万6,978名(2019年現在）
- 艦船隻数：290隻(2019年現在）

潜水艦×68
空母×11
巡洋艦×10
駆逐艦×65
沿海域戦闘艦×23
哨戒艇×28
揚陸指揮艦×2
強襲揚陸艦×9
ドック型輸送揚陸艦×13
ドック型揚陸艦×12
エアクッション艇×86（-1）
掃海艦×14
試験艦×2
海洋観測艦×6
高速輸送艦×2
高速戦闘支援艦×4
貨物弾薬補給艦×10（+3）
戦闘給糧艦×0（-3）
給兵艦×4
給油艦×14（-4）
病院船×2
救難艦×4
航洋曳船×4
電纜敷設艦×1
音響測定艦×5
衛星追跡艦×2
調査艦×0（-1）
測量艦×8
潜水艦母艦×2
高速車両貨物輸送艦×8
車両貨物輸送艦×57（-2）
輸送艦×10（-1）
タンカー×4（+4）
クレーン船×6
航空燃料支援艦×2
石油配給艦×1
- 航空機数：2,717機（-43機）

艦載固定翼機×1,465（+33）
艦載ヘリコプター×1,071（-24）
陸上固定翼機×181（-52）
- コーストガード：船艇250隻（+4隻）、航空機198機

## 艦艇一覧（近代海軍以前）

### 戦列艦
- アメリカ（英語版） (USS America) - 3等艦、1782年
- チッパワ (USS Chippewa) - 1等艦、1814年
- インディペンデンス（英語版） (USS Independence) - 2等艦、1814年
- ワシントン（英語版） (USS Washington) - 2等艦、1814年
- ニューオーリンズ (USS New Orleans) - 2等艦、1815年
- フランクリン（英語版） (USS Franklin) - 3等艦、1815年
- コロンバス (USS Columbus) - 2等艦、1819年
- デラウェア（英語版） (USS Delaware) - 3等艦、1820年
- ノースカロライナ（英語版） (USS North Carolina) - 3等艦、1820年
- オハイオ（英語版） (USS Ohio) - 1等艦、1824年
- バージニア (USS Virginia) - 3等艦、1825年
- ペンシルベニア (USS Pennsylvania) - 1等艦、1837年
- バーモント（英語版） (USS Vermont) - 2等艦、1848年

### フリゲート
- コンスティチューション（Constitution）
- コンステレーション（Constellation）
- ユナイテッド・ステーツ（United States）
- エリー

### コルベット
- ラトルスネーク（Rattlesnake）
- ジェネラル・パイク

### その他
スクーナー
- ユニオン（Union）

未分類
- バージニア (装甲艦)

## 艦艇一覧（近代海軍）

### 主力艦

#### 戦艦

##### 草創期の戦艦
- テキサス (USS Texas)
- メイン (USS Maine, ACR-1)

##### 前弩級戦艦
- インディアナ級
  - インディアナ (USS Indiana, BB-1)
  - マサチューセッツ (USS Massachusetts, BB-2)
  - オレゴン (USS Oregon, BB-3)
- アイオワ (USS Iowa, BB-4)
- キアサージ級
  - キアサージ (USS Kearsarge, BB-5)
  - ケンタッキー (USS Kentucky, BB-6)
- イリノイ級
  - イリノイ (USS Illinois, BB-7)
  - アラバマ (USS Alabama, BB-8
  - ウィスコンシン (USS Wisconsin, BB-9)
- メイン級
  - メイン (USS Maine, BB-10)
  - ミズーリ (USS Missouri, BB-11)
  - オハイオ (USS Ohio, BB-12)

##### 準弩級戦艦
- バージニア級
  - バージニア (USS Virginia,BB-13)
  - ネブラスカ (USS Nebraska,BB-14)
  - ジョージア (USS Georgia,BB-15)
  - ニュージャージー (USS New Jersey,BB-16)
  - ロードアイランド (USS Rhode Island,BB-17)
- コネチカット級
  - コネチカット (USS Connecticut,BB-18)
  - ルイジアナ (USS Louisiana,BB-19)
  - バーモント (USS Vermont,BB-20)
  - カンザス (USS Kansas,BB-21)
  - ミネソタ (USS Minnesota,BB-22)
  - ニューハンプシャー (USS New Hampshire,BB-23)
- ミシシッピ級
  - ミシシッピ (USS Mississippi,BB-23)
  - アイダホ (USS Idaho,BB-24)

##### 弩級戦艦
- サウスカロライナ級
  - サウスカロライナ (USS South Carolina, BB-26)
  - ミシガン (USS Michigan, BB-27)
- デラウェア級
  - デラウェア (USS, Delaware, BB-28)
  - ノースダコタ (USS, North Dakota, BB-29)
- フロリダ級
  - フロリダ (USS Florida, BB-30)
  - ユタ (USS Utah, BB-31)
- ワイオミング級
  - ワイオミング (USS Wyoming, BB-32)
  - アーカンソー (USS Arkansas, BB-33)

##### 超弩級戦艦
- ニューヨーク級
  - ニューヨーク (USS New York, BB-34)
  - テキサス (USS Texas, BB-35)
- ネバダ級
  - ネバダ (USS Nevada, BB-36)
  - オクラホマ (USS Oklahoma, BB-37)
- ペンシルベニア級
  - ペンシルベニア (USS Pennsylvania, BB-38)
  - アリゾナ (USS Arizona, BB-39)
- ニューメキシコ級
  - ニューメキシコ (USS New Mexico, BB-40)
  - ミシシッピ (USS Mississippi, BB-41)
  - アイダホ (USS Idaho, BB-42)
- テネシー級
  - テネシー (USS Tennessee, BB-43)
  - カリフォルニア (USS California, BB-44)
- コロラド級
  - コロラド (USS Colorado, BB-45)
  - メリーランド (USS Maryland, BB-46)
  - ワシントン (USS Washington, BB-47)
  - ウェストバージニア (USS West Virginia, BB-48)
- サウスダコタ級（計画中止）
  - サウスダコタ (USS South Dakota, BB-49)
  - インディアナ (USS Indiana, BB-50)
  - モンタナ (USS Montana, BB-51)
  - ノースカロライナ (USS North Carolina, BB-52)
  - アイオワ (USS Iowa, BB-53)
  - マサチューセッツ (USS Massachusetts, BB-54)

##### 新戦艦
- ノースカロライナ級
  - ノースカロライナ (USS North Carolina, BB-55)
  - ワシントン (USS Washington, BB-56)
- サウスダコタ級
  - サウスダコタ (USS South Dakota, BB-57)
  - インディアナ (USS Indiana, BB-58)
  - マサチューセッツ (USS Massachusetts, BB-59)
  - アラバマ (USS Alabama, BB-60)
- アイオワ級
  - アイオワ (USS Iowa, BB-61)
  - ニュージャージー (USS New Jersey, BB-62)
  - ミズーリ (USS Missouri, BB-63)
  - ウィスコンシン (USS Wisconsin, BB-64)
  - イリノイ (USS Illinois, BB-65)
  - ケンタッキー (USS Kentucky, BB-66)
- モンタナ級
  - モンタナ (USS Montana, BB-67)
  - オハイオ (USS Ohio, BB-68)
  - メイン (USS Maine, BB-69)
  - ニューハンプシャー (USS New Hampshire, BB-70)
  - ルイジアナ (USS Louisiana, BB-71)

##### 巡洋戦艦
- レキシントン級
  - レキシントン (USS Lexington, CC-1)
  - コンステレーション (USS Constellation, CC-2)
  - サラトガ (USS Saratoga, CC-3)
  - レンジャー (USS Ranger, CC-4)
  - コンスティチューション (USS Constitution, CC-5)
  - ユナイテッド・ステーツ (USS United States, CC-6)

#### 航空母艦
正規空母
- レキシントン級 - 2隻

レキシントン（CV-2 Lexington）、サラトガ （CV-3 Saratoga）
- レンジャー（CV-4 Ranger） - 1隻
- ヨークタウン級 - 3隻

ヨークタウン（CV-5 Yorktown）、エンタープライズ（CV-6 Enterprise）、ホーネット（CV-8 Hornet）
- ワスプ（CV-7 Wasp） - 1隻
- エセックス級 - 24隻（2隻建造中止、6隻計画中止）

短船体型
エセックス（CV-9 Essex）、ヨークタウン（CV-10 Yorktown）、イントレピッド（CV-11 Intrepid）、ホーネット（CV-12 Hornet）、フランクリン (CV-13 Franklin）、レキシントン（CV-16 Lexington）、バンカー・ヒル（CV-17 Bunker Hill）、ワスプ (CV-18 Wasp）、ベニントン（CV-20 Bennington）、ボノム・リシャール（CV-31 Bonhomme Richard）、オリスカニー（CV-34 Oriskany）
長船体型
タイコンデロガ（CV-14 Ticonderoga）、ランドルフ（CV-15 Randolph）、ハンコック（CV-19 Hancock）、ボクサー（CV-21 Boxer）、レイテ（CV-32 Leyte）、キアサージ（CV-33 Kearsarge）、アンティータム（CV-36 Antietam）、プリンストン（CV-37 Princeton）、シャングリ・ラ（CV-38 Shangri La）、レイク・シャンプレーン（CV-39 Lake Champlain）、タラワ（CV-40 Tarawa）、ヴァリ・フォージ（CV-45 Valley Forge）、フィリピン・シー（CV-47 Philippine Sea）、
※ 建造中止：
リプライザル（CV-35 Reprisal）、イオー・ジマ（CV-46 Iwo Jima）
- ミッドウェー級 - 3隻（3隻計画中止）

ミッドウェー（CVB/CV-41 Midway）、フランクリン・D・ルーズベルト（CVB-42 Franklin D. Roosevelt）、コーラル・シー（CVB/CV-43 Coral Sea）
- ユナイテッド・ステーツ - 0隻（1隻建造中止）

※ 建造中止：
ユナイテッド・ステーツ（CVA-58 United States）
- フォレスタル級 - 4隻

フォレスタル（CVA-59 Forrestal）、サラトガ（CVA/CV-60 Saratoga）、レンジャー（CVA/CV-61 Ranger）、インディペンデンス（CVA/CV-62 Independence）
- キティ・ホーク級 - 4隻

キティ・ホーク（CVA/CV-63 Kitty Hawk）、コンステレーション（CVA/CV-64 Constellation）、アメリカ（CVA/CV-66 America）、ジョン・F・ケネディ（CVA/CV-67 John F. Kennedy）
原子力空母
- エンタープライズ（CVAN/CVN-65 Enterprise） - 1隻
- ニミッツ級 - 10隻

ニミッツ（CVAN/CVN-68 Nimitz）、ドワイト・D・アイゼンハワー（CVN-69 Dwight D. Eisenhower）、カール・ヴィンソン（CVN-70 Carl Vinson）、セオドア・ルーズベルト（CVN-71 Theodore Roosevelt）、エイブラハム・リンカーン（CVN-72 Abraham Lincoln）、ジョージ・ワシントン（CVN-73 George Washington）、ジョン・C・ステニス（CVN-74 John C. Stennis）、ハリー・S・トルーマン（CVN-75 Harry S. Truman）、ロナルド・レーガン（CVN-76 Ronald Reagan）、ジョージ・H・W・ブッシュ（CVN-77 George H. W. Bush）
- ジェラルド・R・フォード級 - 1隻（3隻建造中、2隻計画中）

ジェラルド・R・フォード（CVN-78 Gerald R. Ford）
※ 建造中：
ジョン・F・ケネディ (CVN-79 USS John F. Kennedy）、エンタープライズ（CVN-80 USS Enterprise）、ドリス・ミラー（CVN-81 USS Doris Miller）
※ 計画中：
ウィリアム・J・クリントン（CVN-82 USS William J. Clinton）、ジョージ・W・ブッシュ（CVN-83 USS George W. Bush）
軽空母
- ラングレー（CV-1 Langley） - 1隻
- インディペンデンス級 - 9隻

インディペンデンス（CVL-22 Independence）、プリンストン（CVL-23 Princeton）、ベロー・ウッド（CVL-24 Belleau Wood）、カウペンス（CVL-25 Cowpens）、モントレイ（CVL-26 Monterey）、ラングレー（CVL-27 Langley）、カボット（CVL-28 Cabot）、バターン（CVL-29 Bataan）、サン・ジャシント（CVL-30 San Jacinto）
- サイパン級 - 2隻

サイパン（CVL-48 Saipan）、ライト（CVL-49 Wright）
護衛空母
- ロング・アイランド（CVE-1 Long Island） - 1隻
- チャージャー級 - 1隻（4隻英に貸与）

チャージャー（CVE-30 Chaeger）
- ボーグ/プリンス・ウィリアム級 - 11隻（33隻英に貸与）

ボーグ（CVE-9 Bogue）、カード（CVE-11 Card）、コパヒー（CVE-12 Copahee）、コア（CVE-13 Core）、ナッソー（CVE-16 Nassau）、アルタマハ（CVE-18 Altamaha）、バーンズ（CVE-20 Barnes）、ブロック・アイランド（CVE-21 Block Island）、ブレトン（CVE-23 Breton）、クロアタン（CVE-25 Croatan）、プリンス・ウィリアム（CVE-31 Prince William）
- サンガモン級 - 4隻

サンガモン（CVE-26 Sangamon）、スワニー（CVE-27 Suwanee）、シェナンゴ（CVE-28 Chenango）、サンティー（CVE-29 Santee）
- カサブランカ級 - 50隻

カサブランカ（CVE-55 Casablanca）、リスカム・ベイ（CVE-56 Liscome Bay）、コレヒドール（CVE-58 Corregidor）、ミッション・ベイ（CVE-59 Mission Bay）、ガダルカナル（CVE-60 Guadalcanal）、マニラ・ベイ（CVE-61 Manila Bay）、ナトマ・ベイ（CVE-62 Natoma Bay）、セント・ロー（CVE-63 St. Lo）、トリポリ（CVE-64 Tripoli）、ウェーク・アイランド（CVE-65 Wake Island）、ホワイト・プレーンズ（CVE-66 White Plains）、ソロモンズ（CVE-67 Solomons）、カリニン・ベイ（CVE-68 Kalinin Bay）、カサーン・ベイ（CVE-69 Kasaan Bay）、ファンショウ・ベイ（CVE-70 Fanshaw Bay）、キトカン・ベイ（CVE-71 Kitkun Bay）、ツラギ（CVE-72 Tulagi）、ガンビア・ベイ（CVE-73 Gambier Bay）、ネヘンタ・ベイ（CVE-74 Nehenta Bay）、ホガット・ベイ（CVE-75 Hoggatt Bay）、カダシャン・ベイ（CVE-76 Kadashan Bay）、マーカス・アイランド（CVE-77 Marcus Island）、サヴォ・アイランド（CVE-78 Savo Island）、オマニー・ベイ（CVE-79 Ommaney Bay）、ペトロフ・ベイ（CVE-80 Petrof Bay）、ラデイヤード・ベイ（CVE-81 Rudyerd Bay）、サギノー・ベイ（CVE-82 Saginaw Bay）、サージャント・ベイ（CVE-83 Sargent Bay）、シャムロック・ベイ（CVE-84 Shamrock Bay）、シップレイ・ベイ（CVE-85 Shipley Bay）、シトコー・ベイ（CVE-86 Sitkoh Bay）、ステーマー・ベイ（CVE-87 Steamer Bay）、ケープ・エスペランス（CVE-88 Cape Esperance）、タカニス・ベイ（CVE-89 Takanis Bay）、セティス・ベイ（CVE-90 Thetis Bay）、マカッサル・ストレイト（CVE-91 Makassar Strait）、ウィンダム・ベイ（CVE-92 Windham Bay）、マキン・アイランド（CVE-93 Makin Island）、ルンガ・ポイント（CVE-94 Lunga Point）、ビスマーク・シー（CVE-95 Bismarck Sea）、サラマウア（CVE-96 Salamaua）、ホランディア（CVE-97 Hollandia）、クウェジェリン（CVE-98 Kwajalein）、アドミラルティ・アイランズ（CVE-99 Admiralty Islands）、ブーゲンヴィル（CVE-100 Bougainville）、マタニカウ（CVE-101 Matanikau）、アッツ（CVE-102 Attu）、ロイ（CVE-103 Roi）、ムンダ（CVE-104 Munda）
コーラル・シー（CVE-57 Coral Sea） ※ 後に『アンツィオ（Anzio）』
- コメンスメント・ベイ級 - 19隻（4隻建造中止、12隻計画中止）

コメンスメント・ベイ（CVE-105 Commencement Bay）、ブロック・アイランド（CVE-106 Block Island）、ギルバート・アイランズ（CVE-107 Gilbert Islands）、クラ・ガルフ（CVE-108 Kula Gulf）、ケープ・グロスター（CVE-109 Cape Gloucester）、サレルノ・ベイ（CVE-110 Salerno Bay）、ヴェラ・ガルフ（CVE-111 Vella Gulf）、シボネイ（CVE-112 Siboney）、ピュージェット・サウンド（CVE-113 Puget Sound）、レンドヴァ（CVE-114 Rendova）、バイロコ（CVE-115 Bairoko）、バドエン・ストレイト（CVE-116 Badoeng Strait）、セイダー（CVE-117 Saidor）、シシリー（CVE-118 Sicily）、ポイント・クルーズ（CVE-119 Point Cruz）、ミンドロ（CVE-120 Mindoro）、ラバウル（CVE-121 Rabaul）、パラオ（CVE-122 Palau）、テニアン（CVE-123 Tinian）
※ 建造中止：
バストーニュ（CVE-124 Bastogne）、エニウェトク（CVE-125 Eniwetok）、リンガエン（CVE-126 Lingayen）、オキナワ（CVE-127 Okinawa）
練習空母
- ウォルヴェリン（IX-64 Wolverine） - 1隻
- セーブル（IX-81 Sable） - 1隻

### 水上戦闘艦

#### 巡洋艦
防護巡洋艦
- アトランタ級 - 2隻

アトランタ（Atlanta）、ボストン（Boston）
- シカゴ（Chicago） - 1隻 ※ 後に『CA-14』、更に『CL-14』

- ニューアーク（C-1 Newark） - 1隻

- チャールストン（C-2 Charleston） - 1隻

- ボルティモア（C-3 Baltimore） - 1隻 ※ 後に『CM-1』

- フィラデルフィア（C-4 Philadelphia） - 1隻

- サンフランシスコ（C-5 San Francisco） - 1隻 ※ 後に『CM-2』、更に『ヨセミテ (Yosemite)』

- オリンピア（C-6 Olympia） - 1隻 ※ 後に『CA-15』、更に『CL-16』

- シンシナティ級 - 2隻

シンシナティ（C-7 Cincinnati）、ローリー（C-8 Raleigh）
- モントゴメリー級 - 3隻

モントゴメリー（C-9 Montgomery） ※ 後に『アニストン (Anniston)』
デトロイト（C-10 Detroit）、マーブルヘッド（C-11 Marblehead）
- コロンビア級 - 2隻

コロンビア（C-12 Columbia） ※ 後に『CA-16』
ミネアポリス（C-13 Minneapolis） ※ 後に『CA-17』
- ニュー・オーリンズ級 - 2隻 ※ 旧・伯『アルミランテ・バローソ』級

ニュー・オーリンズ（PG-34 New Orleans） ※ 後に『CL-22』
アルバニー（PG-35 Albany） ※ 後に『CL-23』
- デンバー級 - 6隻

デンバー（C-14 Denver） ※ 後に『CL-16』
デモイン（C-15 Des Moines） ※ 後に『CL-17』
チャタヌーガ（C-16 Chattanooga） ※ 後に『CL-18』
ガルベストン（C-17 Galveston） ※ 後に『CL-19』
タコマ（C-18 Tacoma） ※ 後に『CL-20』
クリーブランド（C-19 Cleveland） ※ 後に『CL-21』
- セント・ルイス級 - 3隻

セント・ルイス（C-20 St. Louis） ※ 後に『CA-18』
ミルウォーキー（C-21 Milwaukee）
チャールストン（C-22 Charleston） ※ 後に『CA-19』
装甲巡洋艦
- メイン（ACR-1 Maine） - 1隻 ※ 後に戦艦へ

- ニュー・ヨーク（ACR-2 New York） - 1隻 ※ 後に『サラトガ（Saratoga）』、更に『ロチェスター（Rochester）』、更に『CA-2』

- ブルックリン（ACR-3 Brocklyn） - 1隻 ※ 後に『CA-3』

- ペンシルベニア級 - 6隻

ペンシルベニア（ACR-4 Pennsylvania） ※ 後に『ピッツバーグ（Pittsburgh）』、更に『CA-4』
ウェスト・ヴァージニア（ACR-5 West Virginia） ※ 後に『ハンチントン（Huntington）』、更に『CA-5』
カリフォルニア（ACR-6 California） ※ 後に『サン・ディエゴ（San Diego）』
コロラド（ACR-7 Colorado） ※ 後に『プエブロ（Pueblo）』、更に『CA-7』
メリーランド（ACR-8 Maryland） ※ 後に『フレデリック（Frederick）』、更に『CA-8』
サウス・ダコタ（ACR-9 South Dakota） ※ 後に『ヒューロン（Huron）』、更に『CA-9』
- テネシー級 - 4隻

テネシー（ACR-10 Tennessee） ※ 後に『メンフィス（Memphis）』
ワシントン（ACR-11 Washington） ※ 後に『シアトル（Seattle）』、更に『CA-11』
ノース・カロライナ（ACR-12 North Carolina） ※ 後に『シャーロット（Charlotte）』、更に『CA-12』
モンタナ（ACR-13 Montana） ※ 後に『ミズーラ（Missoula）』、更に『CA-13』
軽巡洋艦
- チェスター級 - 3隻

チェスター（CS-1 Chester） ※ 後に『CL-1』
バーミングハム（CS-2 Birmingham） ※ 後に『CL-2』
セーラム（CS-3 Salem） ※ 後に『CL-3』
- オマハ級 - 10隻

オマハ（CL-4 Omaha）、ミルウォーキー（CL-5 Milwaukee）、シンシナティ（CL-6 Cincinnati）、ローリー（CL-7 Raleigh）、デトロイト（CL-8 Detroit）、リッチモンド（CL-9 Richmond）、コンコード（CL-10 Concord）、トレントン（CL-11 Trenton）、マーブルヘッド（CL-12 Marblehead）、メンフィス（CL-13 Memphis）
- ブルックリン級 - 9隻

ブルックリン（CL-40 Brooklyn）、フィラデルフィア（CL-41 Philadelphia）、サヴァンナ（CL-42 Savannah）、ナッシュヴィル（CL-43 Nashville）、フィーニクス（CL-46 Phoenix）、ボイシ（CL-47 Boise）、ホノルル（CL-48 Honolulu）
セント・ルイス級
セント・ルイス（CL-49 St. Louis）、ヘレナ（CL-50 Helena）
- アトランタ級 - 11隻

アトランタ（CL-51 Atranta）、ジュノー（CL-52 Juneau）、
サン・ディエゴ（CL-53 San Diego） ※ 後に『CLAA-53』
サン・ファン（CL-54 San Juan） ※ 後に『CLAA-54』
オークランド（CL-95 Oakland） ※ 後に『CLAA-95』
リノ（CL-96 Reno） ※ 後に『CLAA-96』
フリント（CL-97 Flint） ※ 後に『CLAA-97』
ツーソン（CL-98 Tucson） ※ 後に『CLAA-98』
ジュノー級
ジュノー（CL-119 Juneau） ※ 後に『CLAA-119』
スポカン（CL-120 Spokane） ※ 後に『CLAA-120』
フレズノ（CL-121 Fresno） ※ 後に『CLAA-121』
- クリーブランド級 - 27隻（9隻種別変更、2隻設計変更、3隻建造中止）

クリーブランド（CL-55 Cleveland）、コロンビア（CL-56 Columbia）、モントピーリア（CL-57 Montpelier）、デンヴァー（CL-58 Denver）、サンタ・フェ（CL-60 Santa Fe）、バーミンガム（CL-62 Birmingham）、モービル（CL-63 Mobile）、ヴィンセンズ（CL-64 Vincennes）、パサデナ（CL-65 Pasadena）、スプリングフィールド（CL-66 Springfield）、トペカ（CL-67 Topeka）、ビロクシー（CL-80 Biloxi）、ヒューストン（CL-81 Houston）、プロヴィデンス（CL-82 Providence）、マンチェスター（CL-83 Manchester）、ヴィックスバーグ（CL-86 Vicksburg）、ダラス（CL-87 Duluth）、マイアミ（CL-89 Miami）、アストリア（CL-90 Astoria）、オクラホマ・シティ（CL-91 Oklahoma City）、リトル・ロック（CL-92 Little Rock）、ガルヴェストン（CL-93 Galveston）、アムスターダム（CL-101 Amsterdam）、ポーツマス（CL-102 Portsmouth）、ウィルクスバレ（CL-103 Wilkes-Barre）、アトランタ（CL-104 Atranta）、デイトン（CL-105 Dayton）
※ 種別変更：
アムスターダム（CL-59 Amsterdam） →軽空母へ
タラハッシー（CL-61 Tallahassee） →軽空母へ
ニュー・ヘイヴン（CL-76 New Haven） →軽空母へ
ハンチントン（CL-77 Huntington） →軽空母へ
デイトン（CL-78 Dayton） →軽空母へ
ウィルミントン（CL-79 Wilmington） →軽空母へ
ファーゴ（CL-85 Fargo） →軽空母へ
バッファロー（CL-99 Buffalo） →軽空母へ
ニューアーク（CL-100 Newark） →軽空母へ
※ 設計変更：
CL-106～107 →ファーゴ級へ
※ 建造中止：
バッファロー（CL-84 Buffalo）、CL-88、ヤングズタウン（CL-94 Youngstown）
- ファーゴ級 - 2隻（7隻建造中止、4隻計画中止）

ファーゴ（CL-106 Fargo）、ハンチントン（CL-107 Huntington）
※ 建造中止：
ニューアーク（CL-108 Newark）、ニュー・ヘイヴン（CL-109 New Haven）、バッファロー（CL-110 Buffalo）、ウィルミントン（CL-111 Wilmington）、タラハッシー（CL-116 Tallahassee）、シャイエン（CL-117 Cheyenne）、チャタヌーガ（CL-118 Chattanooga）
※ 計画中止：
ヴァレーオ (CL-112 Vallejo)
ヘレナ (CL-113 Helena)
ロアノーク (CL-114 Roanoke)、CL-115
- ウースター級 - 2隻（8隻計画中止）

ウースター（CL-144 Worcester）、ロアノーク（CL-145 Roanoke）
※ 計画中止：
ヴァレーオ（CL-146 Vallejo）、ゲーリー（CL-147 Gary）、CL-154～159
重巡洋艦
- ペンサコラ級 - 2隻

ペンサコラ（CA-24 Pensacola）、ソールト・レイク・シティ（CA-25 Salt Lake City）
- ノーザンプトン級 - 6隻

ノーザンプトン（CA-26 Northampton）、チェスター（CA-27 Chester）、ルイヴィル（CA-28 Louisville）、シカゴ（CA-29 Chicago）、ヒューストン（CA-30 Houston）、オーガスタ（CA-31 Augusta）
- ポートランド級 - 2隻

ポートランド（CA-33 Portland）、インディアナポリス（CA-35 Indianapolis）
- ニュー・オーリンズ級 - 7隻

ニュー・オーリンズ（CA-32 New Orleans）、アストリア（CA-34 Astoria）、ミネアポリス（CA-36 Minneapolis）、タスカルーサ（CA-37 Tuscaloosa）、サンフランシスコ（CA-38 San Francisco）、クインシー（CA-39 Quincy）、ヴィンセンス（CA-44 Vincennes）
- ウィチタ（CA-45 Wichita） - 1隻

- ボルティモア級 - 14隻（10隻設計変更）

ボルティモア（CA-68 Baltimore）、ボストン（CA-69 Boston）、キャンベラ（CA-70 Canberra）、クインシー（CA-71 Quincy）、ピッツバーグ（CA-72 Pittsburgh）、セントポール（CA-73 St.Paul）、コロンバス（CA-74 Columbus）、ヘレナ（CA-75 Helena）、ブレマートン（CA-130 Bremerton）、フォール・リバー（CA-131 Fall River）、メーコン（CA-132 Macon）、トレド（CA-133 Toledo）、ロサンゼルス（CA-135 Los Angeles）、シカゴ（CA-136 Chicago）
※ 設計変更：
CA-122～129、137～138→オレゴン・シティ級へ
- オレゴン・シティ級 - 3隻（1隻種別変更、4隻建造中止、2隻計画中止）

オレゴン・シティ（CA-122 Oregon City）、アルバニー（CA-123 Albany）、ロチェスター（CA-124 Rochester）
※ 種別変更：
ノーザンプトン（CA-125 Northampton） →戦術指揮艦へ
※ 建造中止：
ケンブリッジ（CA-126 Cambridge）、ブリッジポート（CA-127 Bridgeport）、ノーフォーク（CA-137 Norfolk）、スクラントン（CA-138 Scranton）
※ 計画中止：
カンザス・シティ（CA-128 Kansas City）、タルサ（CA-129 Tulsa）
- デ・モイン級 - 3隻（1隻建造中止、8隻計画中止）

デ・モイン（CA-134 Des Moines）、セーラム（CA-139 Salem）、ニューポート・ニューズ（CA-148 Newport News）
※ 建造中止：
ダラス（CA-140 Dallas）
※ 計画中止：
CA-141～143、149～153
大型巡洋艦
- アラスカ級 - 2隻（4隻建造中止）

アラスカ（CB-1 Alaska）、グアム（CB-2 Guam）
※ 建造中止：
ハワイ（CB-3 Hawaii）、フィリピンズ（CB-4 Philippines）、プエルト・リコ（CB-5 Puerto Rico）、サモア（CB-6 Samoa）
ミサイル巡洋艦
- ボストン級 - 2隻 ※ 元・『ボルティモア』級

ボストン（CAG-1 Boston） ※ 元・『CA-69』
キャンベラ（CAG-2 Canberra） ※ 元・『CA-70』
- ガルヴェストン級 - 3隻 ※ 元・『クリーブランド』級

ガルヴェストン（CLG-3 Galveston） ※ 元・『CL-93』
リトル・ロック（CLG-4 Little Rock） ※ 元・『CL-92』
オクラホマ・シティ（CLG-5 Oklahoma City） ※ 元・『CL-91』
- プロヴィデンス級 - 3隻 ※ 元・『クリーブランド』級

プロヴィデンス（CLG-6 Providence） ※ 元・『CL-82』
スプリングフィールド（CLG-7 Springfield） ※ 元・『CL-66』
トペカ（CLG-8 Topeka） ※ 元・『CL-67』
- アルバニー級 - 3隻（3隻計画中止） ※ 元・『ボルティモア』級並びに『オレゴン・シティ』級

アルバニー（CG-10 Albany） ※ 元・『CA-123』
シカゴ（CG-11 Chicago） ※ 元・『CA-136』
コロンバス（CG-12 Columbus） ※ 元・『CA-74』
※ 計画中止：
オレゴン・シティ（CG-13 Oregon City） ※ 元・『CA-122』
フォール・リバー（CG-14 Fall River） ※ 元・『CA-131』
- レイヒ級 - 9隻

レイヒ（DLG-16 Leahy） ※ 後に『CG-16』
ハリー・E・ヤーネル（DLG-17 Harry E. Yarnell） ※ 後に『CG-17』
ウォーデン（DLG-18 Worden） ※ 後に『CG-18』
デイル（DLG-19 Dale） ※ 後に『CG-19』
リッチモンド・K・ターナー（DLG-20 Richmond K. Turner） ※ 後に『CG-20』
グリッドレイ（DLG-21 Gridley） ※ 後に『CG-21』
イングランド（DLG-22 England） ※ 後に『CG-22』
ハルゼー（DLG-23 Halsey） ※ 後に『CG-23』
リーヴス（DLG-24 Reeves） ※ 後に『CG-24』
- ベルナップ級 - 9隻

ベルナップ（DLG-26 Belknap） ※ 後に『CG-26』
ジョセファス・ダニエルズ（DLG-27 Josephus Daniels） ※ 後に『CG-27』
ウェインライト（DLG-28 Wainwright） ※ 後に『CG-28』
ジュエット（DLG-29 Jouett） ※ 後に『CG-29』
ホーン（DLG-30 Horne） ※ 後に『CG-30』
スタレット（DLG-31 Sterett） ※ 後に『CG-31』
ウィリアム・H・スタンドレイ（DLG-32 William H.Standley） ※ 後に『CG-32』
フォックス（DLG-33 Fox） ※ 後に『CG-33』
ビドル（DLG-34 Biddle） ※ 後に『CG-34』
- タイコンデロガ級 - 27隻

タイコンデロガ（CG-47 Ticonderoga）、ヨークタウン（CG-48 Yorktown）、ヴィンセンスCG-49 （Vincennes）、ヴァリ・フォージ（CG-50 Valley Forge）、トーマス・S・ゲイツ（CG-51 Thomas S. Gates）、バンカー・ヒル（CG-52 Bunker Hill）、モービル・ベイ（CG-53 Mobile Bay）、アンティータム（CG-54 Antietam）、レイテ・ガルフ（CG-55 Leyte Gulf）、サン・ジャシント（CG-56 San Jacinto）、レイク・シャンプレン（CG-57 Lake Champlain）、フィリピン・シー（CG-58 Philippine Sea）、プリンストン（CG-59 Princeton）、ノーマンディ（CG-60 Normandy）、モンテレイ（CG-61 Monterey）、ロバート・スモールズ（CG-62 Robert Smalls) ※ 元『チャンセラーズビル (Chancellorsville) 』、カウペンス（CG-63 Cowpens）、ゲティスバーグ（CG-64 Gettysburg）、チョーシン（CG-65 Chosin）、ユエ・シティ（CG-66 Hue City）、シロー（CG-67 Shiloh）、アンツィオ（CG-68 Anzio）、ヴィクスバーグ（CG-69 Vicksburg）、レイク・エリー（CG-70 Lake Erie）、ケープ・セント・ジョージ（CG-71 Cape St. George）、ヴェラ・ガルフ（CG-72 Vella Gulf）、ポート・ロイヤル（CG-73 Port Royal）
- CG(X) - 0隻（計画中止）

原子力ミサイル巡洋艦
- ロング・ビーチ（CGN-9 Long Beach） - 1隻

- ベインブリッジ（DLGN-25 Bainbridge） - 1隻 ※ 後に『CGN-25』

- トラクスタン（DLGN-35 Truxtun） - 1隻 ※ 後に『CGN-35』

- 原子力ミサイルフリゲート - 0隻（計画中止）

- カリフォルニア級 - 2隻（1隻計画中止）

カリフォルニア（DLGN-36 California） ※ 後に『CGN-36』
サウス・カロライナ（DLGN-37 South Carolina） ※ 後に『CGN-37』
- ヴァージニア級 - 4隻

ヴァージニア（CGN-38 Virginia）、テキサス（CGN-39 Texas）、ミシシッピ（CGN-40 Mississippi）、アーカンソー（CGN-41 Arkansas）
- 原子力打撃巡洋艦 - 0隻（8隻計画中止）

- CGN-42級 - 0隻（3～4隻計画中止）

航空巡洋艦
- 『No.39』案 - 0隻（構想のみ）

- 『CF-1』案 - 0隻（構想のみ）

- 『CF-2』案 - 0隻（構想のみ）

補助巡洋艦
- バジャー

#### 駆逐艦
- WW I以前の駆逐艦
  - ベインブリッジ級 - 9隻

ベインブリッジ（DD-1 Bainbridge）
バリー（DD-2 Barry）
チョウンシー（DD-3 Chauncey）
デイル（DD-4 Dale）
ディケイター（DD-5 Decatur）
ポール・ジョーンズ（DD-10 Paul Jones）
ペリー（DD-11 Perry）
プレブル（DD-12 Preble）
スチュアート（DD-13 Stewart）
  - ホプキンス級 - 2隻

ホプキンス（DD-6 Hopkins）
ハル（DD-7 Hull）
  - ローレンス級 - 2隻

ローレンス（DD-8 Lawrence）
マクドノー（DD-9 Macdonough）
  - トラクスタン級 - 3隻

トラクスタン（DD-14 Truxtun）
ホイップル（DD-15 Whipple）
ウォーデン（DD-16 Worden）
  - スミス級 - 5隻

スミス（DD-17 Smith）
ラムソン（DD-18 Lamson）
プレストン（DD-19 Preston）
フラッサー（DD-20 Flusser）
リード（DD-21 Reid）
  - ポールディング級 - 21隻

ポールディング（DD-22 Paulding）、ドレイトン（DD-23 Drayton）、ロー（DD-24 Roe）、テリー（DD-25 Terry）、パーキンス（DD-26 Perkins）、
スタレット（DD-27 Sterett）、マッコール（DD-28 McCall）、バロウズ（DD-29 Burrows）、ウォーリントン（DD-30 Warrington）、メイラント（DD-31 Mayrant）、
モナハン（DD-32 Monaghan）、トリップ（DD-33 Trippe）、ウォーク（DD-34 Walke）、アメン（DD-35 Ammen）、パターソン（DD-36 Patterson）、
ファニング（DD-37 Fanning）、ジャーヴィス（DD-38 Jarvis）、ヘンリー（DD-39 Henley）、ビール（DD-40 Beale）、
ジュエット（DD-41 Jouett）、ジェンキンス（DD-42 Jenkins）
  - カッシン級 - 8隻

カッシン（DD-43 Cassin）
カミングス（DD-44 Cummings）
ダウンズ（DD-45 Downes）
ダンカン（DD-46 Duncan）
エールウィン級
エールウィン（DD-47 Aylwin）
パーカー（DD-48 Parker）
ベンハム（DD-49 Benham）
バルチ（DD-50 Balch）
  - オブライエン級 - 6隻

オブライエン（DD-51 O'Brien）
ニコルソン（DD-52 Nicholson）
ウィンスロー（DD-53 Winslow）
マクダガル（DD-54 McDougal）
カッシング（DD-55 Cushing）
エリクソン（DD-56 Ericsson）
- WW I時の駆逐艦
  - タッカー級 - 12隻

タッカー（DD-57 Tucker）
カニンガム（DD-58 Conyngham）
ポーター（DD-59 Porter）
ワズワース（DD-60 Wadsworth）
ジェイコブ・ジョーンズ（DD-61 Jacob Jones）
ウェインライト（DD-62 Wainwright）
サンプソン級
サンプソン（DD-63 Sampson）
ローワン（DD-64 Rowan）
デイヴィス（DD-65 Davis）
アレン（DD-66 Allen）
ウィルクス（DD-67 Wilkes）
ショー（DD-68 Shaw）
  - コールドウェル級 - 6隻

コールドウェル（DD-69 Caldwell）
クレイブン（DD-70 Craven）
グウィン（DD-71 Gwin）
コナー（DD-72 Conner）
ストックトン（DD-73 Stockton）
マンリー（DD-74 Manley）
  - ウィックス級 - 111隻

ウィックス（DD-75 Wickes）、フィリップ（DD-76 Philip）、ウールゼイ（DD-77 Woolsey）、エヴァンス（DD-78 Evans）、リトル（DD-79 Little）、
キンバリー（DD-80 Kimberly）、シゴーニー（DD-81 Sigourney）、グレゴリー（DD-82 Gregory）、ストリングハム（DD-83 Stringham）、ダイアー（DD-84 Dyer）、
コルハウン（DD-85 Colhoun）、スティーブンス（DD-86 Stevens）、マッキー（DD-87 McKee）、ロビンソン（DD-88 Robinson）、リングゴールド（DD-89 Ringgold）、
マッキーン（DD-90 McKean）、ハーディング（DD-91 Harding）、グリッドレイ（DD-92 Gridley）、フェアファクス（DD-93 Fairfax）、テイラー（DD-94 Taylor）、
ベル（DD-95 Bell）、ストライブリング（DD-96 Stribling）、マリ（DD-97 Murray）、イズリアル（DD-98 Israel）、ルース（DD-99 Luce）、
モーリー（DD-100 Murray）、ランスデイル（DD-101 Lansdale）、マハン（DD-102 Mahan）、シュレイ（DD-103 Schley）、チャンプリン（DD-104 Champlin）、
マグフォード（DD-105 Mugford）、チュウ（DD-106 Chhew）、ヘイゼルウッド（DD-107 Hazelwood）、ウィリアムズ（DD-108 Williams）、クレーン（DD-109 Crane）、
ハート（DD-110 Hart）、イングラハム（DD-111 Ingraham）、ラドロー（DD-112 Ludlow）、ラスバーン（DD-113 Rathburne）、タルボット（DD-114 Talbot）、
ウォーターズ（DD-115 Waters）、デント（DD-116 Dent）、ドーゼイ（DD-117 Dorsey）、リー（DD-118 Lea）、ランバートン（DD-119 Lamberton）、
ラドフォード（DD-120 Radford）、モントゴメリー（DD-121 Montgomery）、ブリース（DD-122 Breese）、ガンブル（DD-123 Gamble）、
ラムゼイ（DD-124 Ramsay）、タトノール（DD-125 Tattnall）、バジャー（DD-126 Badger）、トウイッグス（DD-127 Twiggs）、バビット（DD-128 Babbitt）、
デ・ロング（DD-129 De Long）、ジェイコブ・ジョーンズ（DD-130 Jacob Jones）、ブキャナン（DD-131 Buchanan）、アーロン・ウォード（DD-132 Aaron Ward）、
ヘイル（DD-133 Hale）、クラウニンシールド（DD-134 Crowninshield）、ティルマン（DD-135 Tillman）、ボッグス（DD-136 Boggs）、
キルティ（DD-137 Kilty）、ケニソン（DD-138 Kennison）、ウォード（DD-139 Ward）、クラックストン（DD-140 Claxton）、ハミルトン（DD-141 Hamilton）、
ターベル（DD-142 Tarbell）、ヤーネル（DD-143 Yarnall）、アップシャー（DD-144 Upshur）、グリーア（DD-145 Greer）、エリオット（DD-146 Eliot）、
ローパー（DD-147 Roper）、ブレッキンリッジ（DD-148 Breckinridge）、バーニー（DD-149 Barney）、ブレイクリー（DD-150 Blakeley）、
ビドル（DD-151 Biddle）、デュ・ポン（DD-152 Du Pont）、バーナドゥ（DD-153 Bernadou）、エリス（DD-154 Elis）、コール（DD-155 Cole）、
J・フレッド・タルボット（DD-156 J.Fred Talbott）、ディッカーソン（DD-157 Dickerson）、リアリー（DD-158 Leary）、シェンク（DD-159 Schenck）、
ハーバート（DD-160 Herbert）、パーマ（DD-161 Palmer）、サッチャー（DD-162 Thatcher）、ウォーカー（DD-163 Walker）、クロスビー（DD-164 Crosby）、
メレディス（DD-165 Meredith）、ブッシュ（DD-166 Bush）、カウエル（DD-167 Cowell）、マドックス（DD-168 Maddox）、フート（DD-169 Foote）、
カーク（DD-170 Kalk）、バーンズ（DD-171 Burns）、アンソニー（DD-172 Anthony）、スプロストン（DD-173 Sproston）、リザール（DD-174 Rizal）、
マッケンジー（DD-175 Mackenzie）、レンショー（DD-176 Renshaw）、オバノン（DD-177 O'Bannon）、ホーガン（DD-178 Hogan）、ハワード（DD-179 Howard）、
スタンズベリー（DD-180 Stansbury）、ホープウェル（DD-181 Hopewell）、トーマス（DD-182 Thomas）、
ハラデン（DD-183 Haraden）、アボット（DD-184 Abbot）、バグレイ（DD-185 Bagley）
  - クレムソン級 - 156隻（6隻建造中止）

クレムソン（DD-186 Clemson）、ダールグレン（DD-187 Dahlgren）、ゴールズボロ（DD-188 Goldsborough）、セムズ（DD-189 Semmes）、
サターリー（DD-190 Satterlee）、メイソン（DD-191 Mason）、グレイアム（DD-192 Graham）、エイブル・P・アップシャー（DD-193 Abel P.Upshur）、
ハント（DD-194 Hunt）、ウェルポーン・C・ウッド（DD-195 Welborn C.Wood）、ジョージ・E・バジャー（DD-196 George E.Badger）、ブランチ（DD-197 Branch）、
ハーンドン（DD-198 Herndon）、ダラス（DD-199 Dallas）、チャンドラー（DD-206 Chandler）、サウサード（DD-207 Southard）、ホーヴェイ（DD-208 Hovey）、
ロング（DD-209 Long）、ブルーム（DD-210 Broome）、オールデン（DD-211 Alden）、スミス・トンプスン（DD-212 Smith Thompson）、バーカー（DD-213 Barker）、
トレイシー（DD-214 Tracy）、ボリー（DD-215 Borie）、ジョン・D・エドワーズ（DD-216 John D.Edwards）、ホイップル（DD-217 Whipple）、
パロット（DD-218 Parrott）、エドサル（DD-219 Edsall）、マックレイシュ（DD-220 MacLeish）、シンプソン（DD-221 Simpson）、
バルマー（DD-222 Bulmer）、マコーミック（DD-223 McCormick）、スチュワート（DD-224 Stewart）、ポープ（DD-225 Pope）、
ピアリー（DD-226 Peary）、ピルスバリー（DD-227 Pillsbury）、フォード（DD-228 Ford）、トラクスタン（DD-229 Truxtun）、
ポール・ジョーンズ（DD-230 Paul Jones）、ハットフィールド（DD-231 Hatfield）、ブルックス（DD-232 Brooks）、ギルマー（DD-233 Gilmer）、
フォックス（DD-234 Fox）、ケイン（DD-235 Kane）、ハンフリーズ（DD-236 Humphreys）、マクファーランド（DD-237 McFarland）、
ジェームズ・K・ポールディング（DD-238 James K.Paulding）、オヴァートン（DD-239 Overton）、スターテヴァント（DD-240 Sturtevant）、
チャイルズ（DD-241 Childs）、キング（DD-242 King）、サンズ（DD-243 Sands）、ウィリアムソン（DD-244 Williamson）、
ルーベン・ジェームズ（DD-245 Reuben James）、ベインブリッジ（DD-246 Bainbridge）、ゴフ（DD-247 Goff）、
バリー（DD-248 Barry）、ホプキンス（DD-249 Hopkins）、ローレンス（DD-250 Lawrence）、ベルナップ（DD-251 Belknap）、
マックック（DD-252 McCook）、マッカラ（DD-253 McCalla）、ロジャース（DD-254 Rodgers）、イングラム（DD-255 Ingram）、
バンクロフト（DD-256 Bancroft）、ウェレス（DD-257 Welles）、オーリック（DD-258 Aulick）、ターナー（DD-259 Turner）、
ギリス（DD-260 Gillis）、デルファイ（DD-261 Delphy）、マクダーマット（DD-262 McDermut）、ローブ（DD-263 Laub）、
マクラナハン（DD-264 McLanahan）、エドワーズ（DD-265 Edwards）、グリーン（DD-266 Greene）、バラード（DD-267 Ballard）、
シャブリック（DD-268 Shubrick）、ベイリー（DD-269 Balley）、ソーントン（DD-270 Thornton）、モリス（DD-271 Morris）、
ティンゲイ（DD-272 Tingey）、スウェイゼイ（DD-273 Swasey）、ミード（DD-274 Meade）、シンクレア（DD-275 Sinclair）、
マッカレイ（DD-276 McCawley）、ムーディ（DD-277 Moody）、ヘンショー（DD-278 Henshaw）、メイヤー（DD-279 Meyer）、ドイヤン（DD-280 Doyen）、
シャーキー（DD-281 Sharkey）、トウシー（DD-282 Toucey）、ブリック（DD-283 breck）、イシャーウッド（DD-284 Isherwood）、
ケイス（DD-285 Case）、ラードナー（DD-286 Lardner）、パトナム（DD-287 Putnam）、ウォーデン（DD-288 Worden）、
フラッサー（DD-289 Flusser）、デイル（DD-290 Dale）、コンヴァース（DD-291 Converse）、
リード（DD-292 Reid）、ビリングズレイ（DD-293 Billingsley）、チャールズ・オースバーン（DD-294 Charles Ausburn）、
オズボーン（DD-295 Osborne）、チョーンシー（DD-296 Chauncey）、フラー（DD-297 Fuller）、パーシヴァル（DD-298 Percival）、
ジョン・フランシス・バーンズ（DD-299 John Francis Burnes）、ファラガット（DD-300 Farragut）、サマーズ（DD-301 Somers）、
ストッダート（DD-302 Stoddert）、リノ（DD-303 Reno）、ファークハー（DD-304 Farquhar）、トンプソン（DD-305 Thompson）、
ケネディ（DD-306 Kennedy）、ポール・ハミルトン（DD-307 Paul Hamilton）、ウィリアム・ジョーンズ（DD-308 William Jones）、
ウッドバリー（DD-309 Woodbury）、S・P・リー（DD-310 S.P.Lee）、ニコラス（DD-311 Nicholas）、ヤング（DD-312 Young）、
ゼイリン（DD-313 Zeilin）、ヤーボロ（DD-314 Yarborough）、ラ・ヴァレット（DD-315 La Vallette）、
スロート（DD-316 Sloat）、ウッド（DD-317 Wood）、シャーク（DD-318 Shirk）、キッダー（DD-319 Kidder）、セルフリッジ（DD-320 Selfridge）、
マーカス（DD-321 Marcus）、マーヴィン（DD-322 Mervine）、チェイス（DD-323 Chase）、ロバート・スミス（DD-324 Robert Smith）、
マラニー（DD-325 Mullany）、コグラン（DD-326 Coghlan）、プレストン（DD-327 Preston）、ラムソン（DD-328 Lamson）、
ブルース（DD-329 Bruce）、ハル（DD-330 Hull）、マクドノー（DD-331 MacDonough）、
ファーレンホルト（DD-332 Farenholt）、サムナー（DD-333 Sumner）、コリー（DD-334 Corry）、メルヴィン（DD-335 Melvin）、
リッチフィールド（DD-336 Ritchfield）、ゼイン（DD-337 Zane）、ワスムス（DD-338 Wasmuth）、トリヴァー（DD-339 Trever）、
ペリー（DD-340 Perry）、ディケイター（DD-341 Decatur）、ハルバート（DD-342 Hulbert）、ノア（DD-343 Noa）、
ウィリアム・B・プレストン（DD-344 William B.Preston）、プレブル（DD-345 Preble）、シカード（DD-346 Sicard）、プルーイット（DD-347 Pruitt）
※ 建造中止：
DD-200、201、202、203、204、205
- 大戦間の駆逐艦
  - ファラガット級 - 8隻

ファラガット（DD-348 Farragut）、デューイ（DD-349 Dewey）、ハル（DD-350 Hull）、マクドノー（DD-351 MacDonough）、
ウォーデン（DD-352 Worden）、デイル（DD-353 Dale）、モナガン（DD-354 Monaghan）、エールウィン（DD-355 Aylwin）
  - ポーター級 - 8隻

ポーター（DD-356 Porter）
セルフリッジ（DD-357 Selfridge）
マクダガル（DD-358 McDougal）
ウィンスロー（DD-359 Winslow）
フェルプス（DD-360 Phelps）
クラーク（DD-361 Clark）
モフエット（DD-362 Moffett）
バルチ（DD-363 Balch）
  - マハン級 - 18隻

マハン（DD-364 Mahan）、カミングス（DD-365 Cummings）、ドレイトン（DD-366 Drayton）、ラムソン（DD-367 Lamson）、フラッサー（DD-368 Flusser）、
リード（DD-369 Reid）、ケイス（DD-370 Case）、カニンガム（DD-371 Conyngham）、カッシン（DD-372 Cassin）、
ショー（DD-373 Shaw）、タッカー（DD-374 Tucker）、ダウンズ（DD-375 Downes）、カッシング（DD-376 Cushing）、
パーキンス（DD-377 Perkins）、スミス（DD-378 Smith）、プレストン（DD-379 Preston）、ダンラップ（DD-384 Dunlap）、ファニング（DD-385 Fanning）
  - グリッドレイ級 - 2隻

グリッドレイ（DD-380 Gridley）
クレイブン（DD-382 Craven）
  - サマーズ級 - 5隻

サマーズ（DD-381 Somers）
ウォーリントン（DD-383 Warrington）
サンプソン（DD-394 Sampson）
デイヴィス（DD-395 Davis）
ジュエット（DD-396 Jouett）
  - バグレイ級 - 20隻

前期型
バグレイ（DD-386 Bagley）、ブルー（DD-387 Blue）、ヘルム（DD-388 Helm）、マグフォード（DD-389 Mugford）、
ラルフ・タルボット（DD-390 Ralph Talbot）、ヘンリー（DD-391 Henley）、パターソン（DD-392 Patterson）、ジャーヴィス（DD-393 Jarvis）、マッコール（DD-400 McCall）、モーリー（DD-401 Maury）
後期型
ベンハム（DD-397 Benham）、エレット（DD-398 Ellet）、ラング（DD-399 Lang）、メイラント（DD-402 Mayrant）、
トリップ（DD-403 Trippe）、ラインド（DD-404 Rhind）、ローワン（DD-405 Rowan）、スタック（DD-406 Stack）、スタレット（DD-407 Sterett）、ウィルソン（DD-408 Wilson）
  - シムス級 - 12隻

シムス（DD-409 Sims）、ヒューズ（DD-410 Hughes）、アンダーソン（DD-411 Anderson）、ハムマン（DD-412 Hammann）、
マスティン（DD-413 Mustin）、ラッセル（DD-414 Russell）、オブライエン（DD-415 O'Brien）、ウォーク（DD-416 Walke）、

モリス（DD-417 Morris）、ロー（DD-418 Roe）、ウェインライト（DD-419 Wainwright）、バック（DD-420 Buck）
- WW II時の駆逐艦
  - ベンソン級 - 32隻

ベンソン（DD-421 Benson）、メイヨー（DD-422 Mayo）、マディソン（DD-425 Madison）、ランスデイル（DD-426 Lansdale）、ヒラリー・P・ジョーンズ（DD-427 Hilary P.Jones）、チャールズ・F・ヒューズ（DD-428 Charles F.Hughes）、ラフィー（DD-459 Laffey）、ウッドワース（DD-460 Woodworth）、ファーレンホルト（DD-491 Farenholt）、ベイリー（DD-492 Bailey）、バンクロフト（DD-598 Bancroft）、バートン（DD-599 Barton）、ボイル（DD-600 Boyle）、チャンプリン（DD-601 Champlin）、ミード（DD-602 Meade）、マーフィ（DD-603 Murphy）、パーカー（DD-604 Parker）、コールドウェル（DD-605 Caldwell）、コグラン（DD-606 Coghlan）、フレイジア（DD-607 Frazier）、ガンスヴォールト（DD-608 Gansevoort）、ギルスピー（DD-609 Gillespie）、ホビー（DD-610 Hobby）、カーク（DD-611 Kalk）、ケンドリック（DD-612 Kendrick）、ローブ（DD-613 Laub）、マッケンジー（DD-614 Mackenzie）、マクラナハン（DD-615 McLanahan）、ニールズ（DD-616 Nields）、オードノー（DD-617 Ordronaux）
グリーブス級
グリーブス（DD-423 Gleaves）、ニブラック（DD-424 Niblack）
  - リヴァモア級 - 64隻

リヴァモア（DD-429 Livermore）、エバール（DD-430 Eberie）、プランケット（DD-431 Plunkett）、キアニー（DD-432 Kearny）、グウィン（DD-433 Gwin）、メレディス（DD-434 Meredith）、グレイソン（DD-435 Grayson）、モンセン（DD-436 Monssen）、ウールゼイ（DD-437 Woolsey）、ラドロー（DD-438 Ludlow）、エディソン（DD-439 Edison）、エリクソン（DD-440 Ericsson）、ウィルクス（DD-441 Wilkes）、ニコルソン（DD-442 Nicholson）、スワンソン（DD-443 Swanson）、イングラハム（DD-444 Ingraham）、ブリストル（DD-453 Bristol）、エリソン（DD-454 Ellyson）、ハンブルトン（DD-455 Hambleton）、ロッドマン（DD-456 Rodman）、エモンズ（DD-457 Emmons）、メイコム（DD-458 Macomb）、フォレスト（DD-461 Forrest）、フィッチ（DD-462 Fotch）、コリー（DD-463 Corry）、ホブソン（DD-464 Hobson）、アーロン・ワード（DD-483 Aaron Ward）、ブキャナン（DD-484 Buchanan）、ダンカン（DD-485 Duncan）、ランズダウン（DD-486 Lansdowne）、ラードナー（DD-487 Lardner）、マッカラ（DD-488 MaCalla）、マーヴィン（DD-489 Mervine）、クイック（DD-490 Quick）、カーミック（DD-493 Carmick）、ドイル（DD-494 Doyle）、エンディコット（DD-495 Endicott）、マックック（DD-496 McCook）、フランクフォード（DD-497 Frankford）、ダヴィソン（DD-618 Davison）、エドワーズ（DD-619 Edwards）、グレノン（DD-620 Glennon）、ジェファーズ（DD-621 Jeffers）、マドックス（DD-622 Maddox）、ネルソン（DD-623 Nelson）、ボールドウィン（DD-624 Baldwin）、ハーディング（DD-625 Harding）、サターリー（DD-626 Satterlee）、トンプソン（DD-627 Thompson）、ウェレス（DD-628 Welles）、コウィー（DD-632 Cowie）、ナイト（DD-633 Knight）、ドラン（DD-634 Doran）、アール（DD-635 Earle）、バトラー（DD-636 Butler）、ゲラルディ（DD-637 Gherardi）、ハーンドン（DD-638 Herndon）、シャブリック（DD-639 Shubrick）、ビーティ（DD-640 Beatty）、ティルマン（DD-641 Tillman）、スティーブンソン（DD-645 Stevenson）、ストックトン（DD-646 Stockton）、ソーン（DD-647 Thorn）、ターナー（DD-648 Turner）
  - フレッチャー級 - 175隻

フレッチャー（DD-445 Fletcher）、ラドフォード（DD-446 Radford）、ジェンキンス（DD-447 Jenkins）、ラ・ヴァレット（DD-448 La Vallette）、ニコラス（DD-449 Nicholas）、オバノン（DD-450 O'Bannon）、シュヴァリエ（DD-451 Chevalier）、ソーフレイ（DD-465 Saufley）、ウォーラー（DD-466 Waller）、ストロング（DD-467 Strong）、テイラー（DD-468 Taylor）、ド・ヘイブン（DD-469 De Haven）、バッチ（DD-470 Bache）、ビール（DD-471 Beale）、ゲスト（DD-472 Guest）、ベネット（DD-473 Bennett）、フラム（DD-474 Fullam）、ハドソン（DD-475 Hudson）、ハッチンス（DD-476 Hutchins）、プリングル（DD-477 Pringle）、スタンリー（DD-478 Stanly）、スティーブンス（DD-479 Stevens）、ハルフォード（DD-480 Halford）、リューツ（DD-481 Leutze）、フィリップ（DD-498 Philip）、レンショー（DD-499 Renshaw）、リングゴールド（DD-500 Ringgold）、シュレーダー（DD-501 Schroeder）、シグスビー（DD-502 Sigsbee）、コンウェイ（DD-507 Conway）、コニー（DD-508 Cony）、コンヴァース（DD-509 Converse）、イートン（DD-510 Eaton）、フート（DD-511 Foote）、スペンス（DD-512 Spence）、テリー（DD-513 Terry）、サッチャー（DD-514 Thatcher）、アンソニー（DD-515 Anthony）、ワズワース（DD-516 Wadsworth）、ウォーカー（DD-517 Walker）、ブラウンソン（DD-518 Brownson）、デイリー（DD-519 Daly）、イシャーウッド（DD-520 Isherwood）、キンバリー（DD-521 Kimberly）、ルース（DD-522 Luce）、アブナー・リード（DD-526 Abner Read）、アンメン（DD-527 Ammen）、マラニー（DD-528 Mullany）、ブッシュ（DD-529 Bush）、トラセン（DD-530 Trathen）、ヘイゼルウッド（DD-531 Hazelwood）、ヒーアマン（DD-532 Heermann）、ホーエル（DD-533 Hoel）、マッコード（DD-534 McCord）、ミラー（DD-535 Miller）、オーウェン（DD-536 Owen）、ザ・サリヴァンズ（DD-537 The Sullivans）、ステフェン・ポッター（DD-538 Stephen Potter）、ティンゲイ（DD-539 Tingey）、トワイニング（DD-540 Twining）、ヤーノール（DD-541 Yarnall）、ボイド（DD-544 Boyd）、ブラッドフォード（DD-545 Bradford）、ブラウン（DD-546 Brown）、カウエル（DD-547 Cowell）、カップス（DD-550 Capps）、デヴィッド・W・テイラー（DD-551 David W.Taylor）、エヴァンス（DD-552 Evans）、ジョン・D・ヘンリー（DD-553 John D.Henley）、フランクス（DD-554 Franks）、ハガード（DD-555 Haggard）、ヘイリー（DD-556 Hailey）、ジョンストン（DD-557 Johnston）、ロウズ（DD-558 Laws）、ロングショー（DD-559 Longshaw）、モリソン（DD-560 Morrison）、プリチエット（DD-561 Prichett）、ロビンソン（DD-562 Robinson）、ロス（DD-563 Ross）、ロウ（DD-564 Rowe）、スモーレイ（DD-565 Smalley）、ストッダード（DD-566 Stoddard）、ワッツ（DD-567 Watts）、レン（DD-568 Wren）、オーリック（DD-569 Aulick）、チャールズ・オースバーン（DD-570 Charles Ausburne）、クラックストン（DD-571 Claxton）、ダイソン（DD-572 Dyson）、ハリソン（DD-573 Harrison）、ジョン・ロジャーズ（DD-574 John Rodgers）、マッキー（DD-575 McKee）、マリ（DD-576 Murray）、スプロストン（DD-577 Sproston）、ウイックス（DD-578 Wickes）、ウィリアム・D・ポーター（DD-579 William D.Porter）、ヤング（DD-580 Young）、チャレット（DD-581 Charrette）、コナー（DD-582 Conner）、ホール（DD-583 Hall）、ハリガン（DD-584 Halligan）、ハラデン（DD-585 Haraden）、ニューコム（DD-586 Newcomb）、ベル（DD-587 Bell）、バーンズ（DD-588 Burns）、イザード（DD-589 Izard）、ポール・ハミルトン（DD-590 Paul Hamilton）、トウイッグス（DD-591 Twiggs）、ハワース（DD-592 Howorth）、キレン（DD-593 Killen）、ハート（DD-594 Hart）、メトカルフ（DD-595 Metcalfe）、シールズ（DD-596 Shields）、ワイリー（DD-597 Wiley）、アボット（DD-629 Abbot）、ブレイン（DD-630 Braine）、アーベン（DD-631 Erben）、ヘイル（DD-642 Hale）、シゴーニー（DD-643 Sigourney）、ステンブル（DD-644 Stembel）、アルバード・W・グラント（DD-649 Albert W.Grant）、ケイパートン（DD-650 Caperton）、コグスウェル（DD-651 Cogswell）、インガソル（DD-652 Ingersoll）、ナップ（DD-653 Knapp）、ビアース（DD-654 Bearss）、ジョン・フッド（DD-655 John Hood）、ヴァン・ヴァルケンバーグ（DD-656 Van Valkenburgh）、チャールズ・J・バジャー（DD-657 Charles J.Badger）、コラハン（DD-658 Colahan）、ダッシール（DD-659 Dashiell）、バラード（DD-660 Bullard）、キッド（DD-661 Kidd）、ベニオン（DD-662 Bennion）、ヘイウッド・L・エドワーズ（DD-663 Heywood L.Edwards）、リチャード・P・リアリー（DD-664 Richard P.Leary）、ブライアント（DD-665 Bryant）、ブラック（DD-666 Black）、チョーンシー（DD-667 Chauncey）、クラレンス・K・ブロンソン（DD-668 Clarence K.Bronson）、コットン（DD-669 Cotten）、ドーチ（DD-670 Dortch）、ガトリング（DD-671 Gatling）、ヒーリー（DD-672 Healy）、ヒコックス（DD-673 Hickox）、ハント（DD-674 Hunt）、ルイス・ハンコック（DD-675 Lewis Hancock）、マーシャル（DD-676 Marshall）、マクダーマット（DD-677 McDermut）、マクゴーワン（DD-678 McGowan）、マクネーア（DD-679 McNair）、メルヴィン（DD-680 Melvin）、ホープウェル（DD-681 Hopewell）、ポーターフィールド（DD-682 Porterfield）、ストックハム（DD-683 Stockham）、ウエッダーバーン（DD-684 Wedderburn）、ピッキング（DD-685 Picking）、ハルゼー・パウエル（DD-686 Halsey Powell）、ウールマン（DD-687 Uhlmann）、ルメイ（DD-688 Remey）、ワドレイ（DD-689 Wadleigh）、ノーマン・スコット（DD-690 Norman Scott）、マーツ（DD-691 Mertz）、カラハン（DD-792 Callaghan）、カッシン・ヤング（DD-793 Cassin Young）、アーウィン（DD-794 Irwin）、プレストン（DD-795 Preston）、ベンハム（DD-796 Benham）、カッシング（DD-797 Cushing）、モンセン（DD-798 Monssen）、ジャーヴィス（DD-799 Jarvis）、ポーター（DD-800 Porter）、コルホーン（DD-801 Colhoun）、グレゴリー（DD-802 Gregory）、リトル（DD-803 Little）、ルクス（DD-804 Rocks）
  - アレン・M・サムナー級 - 58隻（12隻種別変更、30隻計画中止）

アレン・M・サムナー（DD-692 Allen M.Sumner）、モール（DD-693 Moale）、イングラハム（DD-694 Ingraham）、クーパー（DD-695 Cooper）、イングリッシュ（DD-696 Inglish）、チャールズ・S・スペリー（DD-697 Charles S.Sperry）、オールト（DD-698 Ault）、ウォルドロン（DD-699 Waldron）、ヘインズワース（DD-700 Haynsworth）、ジョン・W・ウィークス（DD-701 John W.Weeks）、ハンク（DD-702 Hank）、ウォーレス・L・リンド（DD-703 Wallace L.Lind）、ボリー（DD-704 Borie）、コンプトン（DD-705 Compton）、ゲイナード（DD-706 Gainard）、ソーレイ（DD-707 Soley）、ハーラン・R・ディクソン（DD-708 Harlan R.Dickson）、ヒュー・パーヴィス（DD-709 Hugh Purvis）、バートン（DD-722 Barton）、ウォーク（DD-723 Walke）、ラフェイ（DD-724 Laffey）、オブライエン（DD-725 O'Brien）、メレディス（DD-726 Meredith）、ド・ヘイブン（DD-727 De Haven）、マンスフィールド（DD-728 Mansfield）、ライマン・K・スウェンソン（DD-729 Lyman K.Swenson）、コレット（DD-730 Collett）、マドックス（DD-731 Maddox）、ハイマン（DD-732 Hyman）、マナート・L・エーブル（DD-733 Mannert L.Abele）、パーディ（DD-734 Purdy）、ドレクスラー（DD-741 Drexler）、ブルー（DD-744 Blue）、ブラッシュ（DD-745 Brush）、タウシッグ（DD-746 Taussig）、サミュエル・N・ムーア（DD-747 Samuel N.Moore）、ハリー・E・ハバード（DD-748 Harry E.Hubbard）、アルフレッド・A・カニンガム（DD-752 Alfred A.Cunningham）、ジョン・R・ピアース（DD-753 John R.Pierce）、フランク・E・エヴァンス（DD-754 Frank E.Evans）、ジョン・A・ボール（DD-755 John A.Bole）、ビーティ（DD-756 Beatty）、パトナム（DD-757 Putnam）、ストロング（DD-758 Strong）、ロフバーグ（DD-759 Lofberg）、ジョン・W・トーマソン（DD-760 John W.Thomason）、バック（DD-761 Buck）、ヘンリー（DD-762 Henley）、ロウリー（DD-770 Lowry）、ヒュー・W・ハドレイ（DD-774 Hugh W.Hadley）、ウィラード・ケイス（DD-775 Willard Keith）、ジェームズ・C・オーエンス（DD-776 James C.Owens）、ゼラーズ（DD-777 Zellars）、マッシイ（DD-778 Massey）、ダグラス・H・フォックス（DD-779 Douglas H.Fox）、ストームズ（DD-780 Stormes）、ロバート・K・ハンティントン（DD-781 Robert K.Huntington）、ブリストル（DD-857 Bristol）
※種別変更：
DD-735、736、737、738、739、740、749、750、751、771、772、773→高速敷設艦（DM）へ
  - ギアリング級 - 96隻（2隻設計変更、7隻建造中止）

ギアリング（DD-710 Gearing）、ユージン・A・グリーン（DD-711 Eugene A.Greene）、ギャット（DD-712 Gyatt）、ケネス・D・ベイリー（DD-713 Kenneth D.Bailey）、ウィリアム・R・ラッシュ（DD-714 William R.Rush）、ウィリアム・M・ウッド（DD-715 William M.Wood）、ウィルツィー（DD-716 Wiltsie）、セオドア・E・チャンドラー（DD-717 Theodore E.Chandler）、ハムナー（DD-718 Hamner）、エパーソン（DD-719 Epperson）、フランク・ノックス（DD-742 Frank Knox）、サザランド（DD-743 Southerland）、ウィリアム・C・ローウェ（DD-763 William C.Lawe）、ロイド・トーマス（DD-764 Lloyd Thomas）、ケプラー（DD-765 Keppler）、ローワン（DD-782 Rowan）、ガーク（DD-783 Gurke）、マッキーン（DD-784 McKean）、ヘンダーソン（DD-785 Henderson）、リチャード・B・アンダースン（DD-786 Richard B.Anderson）、ジェームズ・E・キイス（DD-787 James E.Kyes）、ホリスター（DD-788 Hollister）、エヴァソール（DD-789 Eversole）、シェルトン（DD-790 Shelton）、シュバリエ（DD-805 Chevalier）、ヒグビー（DD-806 Higbee）、ベンナー（DD-807 Benner）、デニス・J・バックレイ（DD-808 Dennis J.Buckley）、コリー（DD-817 Corry）、ニュー（DD-818 New）、ホルダー（DD-819 Holder）、リッチ（DD-820 Rich）、ジョンストン（DD-821 Johnston）、ロバート・H・マッカード（DD-822 Robert H.McCord）、サミュエル・B・ロバーツ（DD-823 Samuel B.Roberts）、バジロン（DD-824 Basilone）、アガーホルム（DD-826 Agerholm）、ティンマーマン（DD-828 Timmerman）、マイルズ・C・フォックス（DD-829 Myles C.Fox）、エヴァレット・F・ラーソン（DD-830 Everett F.Larson）、グッドリッチ（DD-831 Goodrich）、ハンソン（DD-832 Hanson）、ハーバート・J・トーマス（DD-833 Herbert J.Thomas）、ターナー（DD-834 Turner）、チャールズ・P・セシル（DD-835 Charles P.Cecil）、ジョージ・K・マッケンジー（DD-836 George K.MacKenzie）、サースフィールド（DD-837 Sarsfield）、アーネスト・G・スモール（DD-838 Ernest G.Small）、パワー（DD-839 Power）、グレノン（DD-840 Glennon）、ノア（DD-841 Noa）、フィスク（DD-842 Fiske）、ウォリントン（DD-843 Warrington）、ペリー（DD-844 Perry）、バウセル（DD-845 Baussell）、オズボーン（DD-846 Ozbourn）、ロバート・L・ウィルソン（DD-847 Robert L.Wilson）、ワイテク（DD-848 Witek）、リチャード・E・クラウス（DD-849 Richard E.Kraus）、ジョセフ・P・ケネディ・ジュニア（DD-850 Joseph P.Kennedy Jr.）、ラパータス（DD-851 Rupertus）、レオナード・F・メイソン（DD-852 Leonard F.Mason）、チャールズ・H・ローン（DD-853 Charles H.Roan）、フレッド・T・ベリー（DD-858 Fred T.Berry）、ノリス（DD-859 Norris）、マッカフェリー（DD-860 McCaffery）、ハーウッド（DD-861 Harwood）、ヴォーゲルゲザング（DD-862 Vogelgesang）、スタイネイカー（DD-863 Steinaker）、ハロルド・J・エリソン（DD-864 Harold J.Ellison）、チャールズ・R・ウェア（DD-865 Charles R.Ware）、コーン（DD-866 Cone）、ストライブリング（DD-867 Stribling）、ブラウンソン（DD-868 Brownson）、アーノルド・J・イズベル（DD-869 Arnold J.Isbell）、フェクテラー（DD-870 Fechteler）、ダメイト（DD-871 Damato）、フォレスト・ロイアル（DD-872 Forrest Royal）、ホーキンス（DD-873 Hawkins）、ダンカン（DD-874 Duncan）、ヘンリー・W・タッカー（DD-875 Henry W.Tucker）、ロジャース（DD-876 Rogers）、パーキンス（DD-877 Perkins）、ヴェゾール（DD-878 Vesole）、リアリー（DD-879 Leary）、ダイス（DD-880 Dyess）、ボーデロン（DD-881 Bordelon）、ファース（DD-882 Furse）、ニューマン・K・ペリー（DD-883 Newman K.Perry）、フロイド・B・パークス（DD-884 Floyd B.Parks）、ジョン・R・クレイグ（DD-885 John R.Craig）、オーレック（DD-886 Orleck）、ブリンクレイ・バス（DD-887 Brinkley Bass）、ステイッケル（DD-888 Stickell）、オヘーア（DD-889 O'Hare）、メレディス（DD-890 Meredith）
※設計変更：
DD-825、827→カーペンター級へ
※建造中止：
カースル（DD-720 Castle）、ウッドロー・R・トンプソン（DD-721 Woodrow R.Tompson）、ランスデイル（DD-766 Lansdale）、シーモア・D・オーエンス（DD-767 Seymour D.Owens）、ホーエル（DD-768 Hoel）、アブナー・リード（DD-769 Abner Read）、シーマン（DD-791 Seaman）
  - カーペンター級 - 2隻

カーペンター（DD-825 Carpenter）
ロバート・A・オーエンス（DD-827 Robert A.Owens）
- WW II後の駆逐艦
  - ノーフォーク（DL-1 Norfolk）
  - ミッチャー級 - 4隻

ミッチャー（DL-2 Mitscher） ※ 後に『DDG-35』
ジョン・S・マッケーン（DL-3 John S.McCain） ※ 後に『DDG-36』
ウィリス・A・リー（DL-4 Willis A.Lee）
ウィルキンソン（DL-5 Wilkinson）
  - ファラガット級（クーンツ級） - 10隻

ファラガット（DL-6 Farragut） ※ 後に『DLG-6』、更に『DDG-37』
ルース（DL-7 Luce） ※ 後に『DLG-7』、更に『DDG-38』
マクドノー（DL-8 Macdonough） ※ 後に『DLG-8』、更に『DDG-39』
クーンツ（DL-9 Coontz） ※ 後に『DDG-40』
キング（DL-10 King） ※ 後に『DDG-41』
マハン（DL-11 Mahan） ※ 後に『DDG-42』
ダールグレン（DL-12 Dahlgren） ※ 後に『DDG-43』
ウィリアム・V・プラット（DL-13 William V.Pratt） ※ 後に『DDG-44』
デューイ（DL-14 Dewey） ※ 後に『DDG-45』
プレブル（DL-15 Preble） ※ 後に『DDG-46』
  - フォレスト・シャーマン級 - 18隻

フォレスト・シャーマン（DD-931 Forrest Sherman）、バリー（DD-933 Barry）、デイヴィス（DD-937 Davis）、ジョナス・イングラム（DD-938 Jonas Ingram）、マンリー（DD-940 Manley）、デュポン（DD-941 De Pont）、ビゲロー（DD-942 Bigelow）、ブランディ（DD-943 Blandy）、マリニクス（DD-944 Mullinnix）、ハル（DD-945 Hull）、エドソン（DD-946 Edson）、モートン（DD-948 Morton）、リチャード・S・エドワーズ（DD-950 Richard S.Edwards）、ターナー・ジョイ（DD-951 Turner Joy）
ジョン・ポール・ジョーンズ（DD-932 John Paul Jones） ※ 後に『DDG-32』
ディケーター（DD-936 Decatur） ※ 後に『DDG-31』
サマーズ（DD-947 Somers） ※ 後に『DDG-34』
パーソンズ（DD-949 Parsons） ※ 後に『DDG-33』
  - チャールズ・F・アダムズ級 - 23隻

チャールズ・F・アダムズ（DDG-2 Charles F.Adams）、ジョン・キング（DDG-3 John King）、ローレンス（DDG-4 Lawrence）、クロード・V・リケッツ（DDG-5 Claude V.Ricketts）、バーニー（DDG-6 Barney）、ヘンリー・B・ウィルソン（DDG-7 Henry B.Wilson）、ラインド・マコーミック（DDG-8 Lynde McCormick）、タワーズ（DDG-9 Towers）、サンプソン（DDG-10 Sampson）、セラーズ（DDG-11 Sellers）、ロビソン（DDG-12 Robison）、ホーエル（DDG-13 Hoel）、ブキャナン（DDG-14 Buchanan）、バークレイ（DDG-15 Berkeley）、ジョセフ・ストラウス（DDG-16 Joseph Strauss）、カニンガム（DDG-17 Conyngham）、セムズ（DDG-18 Semmes）、タットノール（DDG-19 Tattnall）、ゴールズボロ（DDG-20 Goldsborough）、コクレーン（DDG-21 Cochrane）、ベンジャミン・ストッダート（DDG-22 Benjamin Stoddert）、リチャード・E・バード（DDG-23 Richard E.Byrd）、ウオッデル（DDG-24 Waddell）
  - スプルーアンス級 - 31隻

スプルーアンス（DD-963 Spruance）、ポール・F・フォスター（DD-964 Paul F.Foster）、キンケイド（DD-965 Kinkaid）、ヒューイット（DD-966 Hewitt）、エリオット（DD-967 Eliott）、アーサー・W・ラドフォード（DD-968 Arthur W.Radford）、ピーターソン（DD-969 Peterson）、カロン（DD-970 Caron）、デイヴィッド・R・レイ（DD-971 David R.Ray）、オルデンドルフ（DD-972 Oldendorf）、ジョン・ヤング（DD-973 John Young）、コムト・ド・グラース（DD-974 Comte de Grasse）、オブライエン（DD-975 O'Brien）、メリル（DD-976 Merrill）、ブリスコー（DD-977 Briscoe）、スタンプ（DD-978 Stump）、コノリー（DD-979 Conolly）、ムースブラッガー（DD-980 Moosbrugger）、ジョン・ハンコック（DD-981 John Hancock）、ニコルソン（DD-982 Nicholson）、ジョン・ロジャース（DD-983 John Rodgers）、レフトウィッチ（DD-984 Leftwich）、カッシング（DD-985 Cushing）、ハリー・W・ヒル（DD-986 Harry W.Hill）、オバノン（DD-987 O'Bannon）、ソーン（DD-988 Thorn）、デヨ（DD-989 Deyo）、インガソル（DD-990 Ingersoll）、ファイフ（DD-991 Fife）、フレッチャー（DD-992 Fletcher）、ヘイラー（DD-997 Hayler）
  - キッド級 - 4隻 ※ 旧・斯『スプルーアンス』改型

キッド（DDG-993 Kidd）
カラハン（DDG-994 Callaghan）
スコット（DDG-995 Scott）
チャンドラー（DDG-996 Chandler）
  - アーレイ・バーク級 - 74隻（11隻建造中、14隻計画中）

フライトI
アーレイ・バーク（DDG-51 Arleigh Burke）、バリー（DDG-52 Barry）、ジョン・ポール・ジョーンズ（DDG-53 John Paul Jones）、カーティス・ウィルバー（DDG-54 Curtis Wilbur）、スタウト（DDG-55 Stout）、ジョン・S・マッケーン（DDG-56 John S.McCain）、ミッチャー（DDG-57 Mitscher）、ラブーン（DDG-58 Laboon）、ラッセル（DDG-59 Russell）、ポール・ハミルトン（DDG-60 Paul Hamilton）、ラメージ（DDG-61 Ramage）、フィッツジェラルド（DDG-62 Fitzgerald）、ステザム（DDG-63 Stethem）、カーニイ（DDG-64 Carney）、ベンフォルド（DDG-65 Benfold）、ゴンザレス（DDG-66 Gonzalez）、コール（DDG-67 Cole）、ザ・サリヴァンズ（DDG-68 The Sullivans）、ミリアス（DDG-69 Milius）、ホッパー（DDG-70 Hopper）、ロス（DDG-71 Ross）
フライトII
マハン（DDG-72 Mahan）、ディケイター（DDG-73 Decatur）、マクホール（DDG-74 McFaul）、ドナルド・クック（DDG-75 Donald Cook）、ヒギンズ（DDG-76 Higgins）、オケーン（DDG-77 O'Kane）、ポーター（DDG-78 Porter）
フライトIIA
オスカー・オースチン（DDG-79 Oscar Austin）、ルーズヴェルト（DDG-80 Roosevelt）、ウィンストン・S・チャーチル（DDG-81 Winston S.Churchill）、ラッセン（DDG-82 Lassen）、ハワード（DDG-83 Howard）、バルクリ（DDG-84 Bulkeley）、マッキャンベル（DDG-85 McCampbell）、シャウプ（DDG-86 Shoup）、メイスン（DDG-87 Mason）、プレブル（DDG-88 Preble）、マスティン（DDG-89 Mustin）、チャフィー（DDG-90 Chafee）、ピンクニイ（DDG-91 Pinckney）、マンセン（DDG-92 Momsen）、チャンフーン（DDG-93 Chung-Hoon）、ニッツ（DDG-94 Nitze）、ジェームス・E・ウィリアムズ（DDG-95 James E.Williams）、ベインブリッジ（DDG-96 Bainbridge）、ハルゼー（DDG-97 Halsey）、フォレスト・シャーマン（DDG-98 Forrest Sherman）、ファラガット（DDG-99 Farragut）、キッド（DDG-100 Kidd）、グリッドレイ（DDG-101 Gridley）、サンプソン（DDG-102 Sampson）、ステレット（DDG-104 Sterett）、トラクスタン（DDG-103 Truxtun）、デューイ（DDG-105 Dewey）、ストックデイル（DDG-106 Stockdale）、グレーヴリー（DDG-107 Gravely）、ウェイン・E・メイヤー（DDG-108 Wayne E.Meyer）、ジェイソン・ダンハム（DDG-109 Jason Dunham）、ウィリアム・P・ローレンス（DDG-110 William P. Lawrence）、スプルーアンス（DDG-111 Spruance）、マイケル・マーフィー（DDG-112 Michael Murphy）、ジョン・フィン（DDG-113 John Finn）、ラルフ・ジョンソン（DDG-114 Ralph Johnson）、ラファエル・ペラルタ（DDG-115 Rafael Peralta）、トーマス・ハドナー（DDG-116 Thomas Hudner）、ポール・イグナティウス（DDG-117 Paul Ignatius）、ダニエル・イノウエ（DDG-118 Daniel Inouye）、デルバート・D・ブラック（DDG-119 Delbert D. Black）、カール・M・レヴィン（DDG-120 Carl M. Levin）、フランク・E・ピーターセン・ジュニア（DDG-121 Frank E. Petersen Jr.）、ジョン・バジロン（DDG-122 John Basilone）、レナ・サトクリフ・ヒグビー（DDG-123 Lenah Sutcliffe Higbee）、
フライトIII
ジャック・H・ルーカス（DDG-125 Jack H. Lucas）、
※ 建造中：
ハーヴェイ・C・バーナム・ジュニア（DDG-124 Harvey C. Barnum Jr.）、パトリック・ギャラガー（DDG-127 Patrick Gallagher）
フライトIII
ルイス・H・ウィルソン・ジュニア（DDG-126 Louis H. Wilson, Jr.）、テッド・スティーブンス（DDG-128 Ted Stevens）、ジェレマイア・デントン（DDG-129 Jeremiah Denton）、ウィリアム・シャレット（DDG-130 William Charette）、ジョージ・M・ニール（DDG-131 George M. Neal）、クエンティン・ウォルシュ（DDG-132 Quentin Walsh）、サム・ナン（DDG-133 Sam Nunn）、ジョン・E・キルマー（DDG-134 John E. Kilmer）、サド・コクラン（DDG-135 Thad Cochran）、
※ 計画中：
リチャード・G・ルーガー（DDG-136 Richard G. Lugar）、ジョン・F・レーマン（DDG-137 John F. Lehman）、J・ウィリアム・ミッデンドルフ（DDG-138 J. William Middendorf）、テレスフォロ・トリニダード（DDG-139 Telesforo Trinidad）、トーマス・G・ケリー（DDG-140 Thomas G. Kelley）、アーネスト・E・エヴァンス（DDG-141 Ernest E. Evans）、チャールズ・J・フレンチ（DDG-142 Charles J. French）、リチャード・J・ダンジグ（DDG-143 Richard J. Danzig）、マイケル・G・マレン（DDG-144 Michael G. Mullen）、イントレピッド（DDG-145 Intrepid）、ロバート・ケリー（DDG-146 Robert Kerrey）、レイ・マブス（DDG-147 Ray Mabus）、カイル・カーペンター（DDG-148 Kyle Carpenter）、ロバート・R・イングラム（DDG-149 Robert R. Ingram）
  - ズムウォルト級 - 2隻（1隻建造中）

ズムウォルト（DDG-1000 Zumwalt）、マイケル・モンスーア（DDG-1001 Michael Monsoor）
※ 建造中：
リンドン・B・ジョンソン（DDG-1002 Lyndon B. Johnson）

#### 護衛駆逐艦
- - エヴァーツ級 Evarts (DE-5) class - 97隻(内32隻対英譲渡)

エヴァーツ、ワイフェルズ、グリスォルド、スティーレ、カールソン、ベバス、クロウター、ブレナン、ドーハティ、オースティン、エドガー・G・チェイス、エドワード・C・ダリー、ギルモア、バーデン・R・ヘイスティングス、レハーディ、ハロルド・C・トーマス、ウィレマン、チャールズ・R・グリーア、ホイットマン、ウィントル、デンプシー、ダフィー、エメリー、スタッドフェルド、マーティン、セダーストロム、フレミング、ティスデール、アイゼル、フェアー、マンラヴ、グレイナー、ワイマン、ラヴァリング、サンダース、ブラケット、レイノルズ、ミッチェル、ドナルドソン、アンドレス、ダルリー、デッカー、ダブラー、ドーネフ、エングストロム、セイド、スマート、ウォルター・S・ブラウン、ウィリアム・C・ミラー、カバナ、ディオンヌ、キャンフィールド、ディード、エルデン、クラウズ、レイク、ライマン、クロウリー、ラール、ハローラン、コノリー、フィネガン、オトール、ジョン・J・パワーズ、メイソン、ジョン・M・バーミンガム
- - バックレイ級 Buckley (DE-51) class - 154隻(内46隻対英譲渡)

バックレイ、チャールズ・ローレンス、ダニエル・T・グリフィン、ドンネル、フォッグ、フォス、ガントナー、ジョージ・W・イングラム、アイラ・ジェフリー、リー・フォックス、アムスベリー、ベイツ、ブレスマン、ジョセフ・E・キャンベル、ルーベン・ジェームズ、シムス、ホッピング、リーヴス、フェクテラー、チェイス、ラニング、ロイ、バーバー、ラヴレース、マニング、ニューエンドーフ、ジェームズ・E・クレイグ、アイッケンバーガー、トーマソン、ジョーダン、ニューマン、リドル、ケパート、コファー、ロイド、オッター、ハバード、ヘイター、ウィリアム・T・パウエル、スコット、バーク、エンライト、クールバーグ、ダービー、J・ダグラス・ブラックウッド、フランシス・M・ロビンソン、ソーラー、ファウラー、スパンゲンバーグ、アーレンス、バー、アレクサンダー・J・ルーク、ロバート・I・ペイン、フォアマン、ホワイトハースト、イングランド、ウィッター、ボワーズ、ウィルマース | ゲンドロー、フィーバーリング、ウィリアム・C・コール、ポール・G・ベーカー、デイモン・M・カミングズ、ヴァムメン、ジェンクス、デュリック、ワイズマン、ウェバー、シュミット、フラメント、ハーモン、グリーンウッド、ローザー、ジレット、アンダーヒル、ヘンリー・R・ケニヨン、ブル、バンチ、リッチ、スパングラー、ジョージ、ラビー、マーシュ、カリアー、オスマス、アール・V・ジョンソン、ホルトン、クロニン、フライバーガー、タトム、ボルム、マロイ、ヘインズ、ラネルズ、ホリス、ガナソン、メジャー、ウィーデン、ヴァリアン、スクロギンス、ジャック・W・ウィルク
- キャノン級 Cannon (DE-99) class
- エドサル級 Edsall (DE-129) class
- ラッデロウ級 Rudderow (DE-224) class
- ジョン・C・バトラー級 John C. Butler (DE-339) class
  - ディーレイ級 - 13隻

ディーレイ (DE-1006 Dealey)、クロムウェル (DE-1014 Cromwell)、ハンマーバーグ (DE-1015 Hammerberg)、コートニイ (DE-1021 Courtney)、レスター (DE-1022 Lester)、エヴァンス (DE-1023 Evans)、ブリジェット (DE-1024 Bridget)、バウアー (DE-1025 Bauer)、フーパー (DE-1026 Hooper)、ジョン・ウィリス (DE-1027 John Willis)、ヴァン・ヴォーリス (DE-1028 Van Voorhis)、ハートレイ (DE-1029 Hartley)、ジョセフ・K・タウシグ (DE-1030 Joseph K.Taussig)
- - クロード・ジョーンズ級 - 4隻

クロード・ジョーンズ (DE-1033 Claud Jones)、ジョン・R・ペリー (DE-1034 John R.Perry)、チャールズ・ベリー (DE-1035 Charles Berry)、マックモリス (DE-1036 McMorris)

#### フリゲート
- - アッシュヴィル級 - 2隻

アッシュヴィル (PF-1 Asheville) 、ナッチェツ (PF-2 Natchez)
- - タコマ級 - 75隻 (21隻対英譲渡、4隻建造中止)

タコマ (PF-3 Tacoma) 、サウサリト (PF-4 Sausalito) 、ホキアム (PF-5 Hoquiam) 、パスコ (PF-6 Pasco) 、アルバカーキー (PF-7 Albuquerque) 、エヴァレット (PF-8 Everett) 、ポカテッロ (PF-9 Pocatello) 、ブラウンスヴィル (PF-10 Brownsville) 、グランド・フォークス (PF-11 Grand Forks) 、キャスパー (PF-12 Casper) 、プエブロ (PF-13 Pueblo) 、グランド・アイランド (PF-14 Grand Island) 、アナポリス (PF-15 Annapolis) 、バンゴール (PF-16 Bangor) 、キー・ウエスト (PF-17 Key West) 、アレクサンドリア (PF-18 Alexandria) 、ヒューロン (PF-19 Huron) 、ガルフポート (PF-20 Gulfport) 、ベイヨン (PF-21 Bayonne) 、グロースター (PF-22 Gloucester) 、シュリーブポート (PF-23 Shreveport) 、マスケゴン (PF-24 Muskegon) 、シャーロッツヴィル (PF-25 Charlottesville) 、ポキプシ (PF-26 Poughkeepsie) 、ニューポート (PF-27 Newport) 、エンポリア (PF-28 Emporia) 、グロートン (PF-29 Groton) 、ヒンハム (PF-30 Hingham) 、グランド・ラピズ (PF-31 Grand Rapids) 、ウーンソケット (PF-32 Woonsocket) 、ロング・ビーチ (PF-34 Long Beach) 、ベルファスト (PF-35 Belfast) 、グレンデール (PF-36 Glendale) 、サン・ペドロ (PF-36 San Pedro) 、コロナド (PF-38 Coronado) 、オグデン (PF-39 Ogden) 、ユージン (PF-40 Eugene) 、エル・パソ (PF-41 El Paso) 、ヴァン・バレン (PF-42 Van Buren) 、オレンジ (PF-43 Orange) 、コーパス・クリスティー (PF-44 Corpus Christie) 、ハッチンソン (PF-45 Hutchinson) 、ビスビー (PF-46 Bisbee) 、ギャラップ (PF-47 Gallup) 、ロックフォード (PF-48 Rockford) 、マスコギー (PF-49 Muskogee) 、カーソン・シティー (PF-50 Carson City) 、バーリントン (PF-51 Burlington) 、アレンタウン (PF-52 Allentown) 、マチアス (PF-53 Machias) 、サンダスキイ (PF-54 Sandusky) 、バス (PF-55 Bath) 、コヴィントン (PF-56 Covington) 、シボイガン (PF-57 Sheboygan) 、ビューフォート (PF-59 Beaufort) 、シャーロット (PF-60 Charlotte) 、マニトウォック (PF-61 Manitowoc) 、ノックスヴィル (PF-64 Knoxville) 、リーディング (PF-66 Reading) 、ピオリア (PF-67 Peoria) 、ブランズウィック (PF-68 Brunswick) 、ダヴェンポート (PF-69 Davenport) 、エヴァンスヴィル (PF-70 Evansville) 、ニュー・ベドフォード (PF-71 New Bedford) 、オーランド (PF-99 Orlando) 、ラシーン (PF-100 Racine) 、グリーンスボロ (PF-101 Greensboro) 、フォーサイス (PF-102 Forsyth)
ディアボーン (PF-33 Dearborn) ※ 元『トレド (Toledo) 』
アビレン (PF-58 Abilene) ※ 元『ブリッジポート (Bridgeport) 』
グラドワイン (PF-62 Gladwyne) ※ 元『ウースター (Worcester) 』
モバーリイ (PF-63 Moberly) ※ 元『スクラントン (Scranton) 』
ユニオンタウン (PF-65 Uniontown) ※ 元『チャタヌーガ (Chattanooga) 』
ロレイン (PF-93 Lorain) ※ 元『ロアノーク (Roanoke) 』
ミレッジヴィル (PF-94 Milledgeville) ※ 元『シトカ (Sitka) 』
※ 対英譲渡：
PF-72、73、74、75、76、77、78、79、80、81、82、83、84、85、86、87、88、89、90、91、92
※ 建造中止：
スタンフォード (PF-95 Stamford) 、マコン (PF-96 Macon) 、ヴァレーオ (PF-98 Vallejo)
ロレイン (PF-97 Lorain) ※ 元『シトカ (Sitka) 』
- - ブロンスタイン級 - 2隻

ブロンスタイン (DE-1037 Bronstein) ※ 後に『FF-1037』
マックロイ (DE-1038 McCloy) ※ 後に『FF-1038』
- - ガーシア級 - 10隻

ガーシア (DE-1040 Garcia) ※ 後に『FF-1040』
ブラッドレー (DE-1041 Bradley) ※ 後に『FF-1041』
エドワード・マクダネル (DE-1043 Edward McDonnell) ※ 後に『FF-1043』
ブランビー (DE-1044 Brumby) ※ 後に『FF-1044』
ダヴィッドソン (DE-1045 Davidson) ※ 後に『FF-1045』
ヴォーゲ (DE-1047 Voge) ※ 後に『FF-1047』
サンプル (DE-1048 Sample) ※ 後に『FF-1048』
ケールシュ (DE-1049 Koelsch) ※ 後に『FF-1049』
アルバート・デイヴィッド (DE-1050 Albert David) ※ 後に『FF-1050』
オカラハン (DE-1051 O'Callahan) ※ 後に『FF-1051』
- - グローヴァー (AGDE-1) - 1隻 ※ 後に『FF-1098』
  - ノックス級 - 46隻

ノックス (DE-1052 Knox) ※ 後に『FF-1052』
ロアーク (DE-1053 Roark) ※ 後に『FF-1053』
グレイ (DE-1054 Gray) ※ 後に『FF-1054』
ヘプバーン (DE-1055 Hepburn) ※ 後に『FF-1055』
コノール (DE-1056 Connole) ※ 後に『FF-1056』
ラスバーン (DE-1057 Rathburne) ※ 後に『FF-1057』
メイヤコード (DE-1058 Meyerkord) ※ 後に『FF-1058』
W・S・シムス (DE-1059 W.S.Sims) ※ 後に『FF-1059』
ラング (DE-1060 Lang) ※ 後に『FF-1060』
パターソン (DE-1061 Patterson) ※ 後に『FF-1061』
ホイップル (DE-1062 Whipple) ※ 後に『FF-1062』
リーズナー (DE-1063 Reasoner) ※ 後に『FF-1063』
ロックウッド (DE-1064 Lockwood) ※ 後に『FF-1064』
スタイン (DE-1065 Stein) ※ 後に『FF-1065』
マーヴィン・シールズ (DE-1066 Marvin Shields) ※ 後に『FF-1066』
フランシス・ハモンド (DE-1067 Francis Hammond) ※ 後に『FF-1067』
ブリーランド (DE-1068 Vreeland) ※ 後に『FF-1068』
バグレイ (DE-1069 Bagley) ※ 後に『FF-1069』
ダウンズ (DE-1070 Downes) ※ 後に『FF-1070』
バジャー (DE-1071 Badger) ※ 後に『FF-1071』
ブレイクリー (DE-1072 Blakely) ※ 後に『FF-1072』
ロバート・E・ピアリー (DE-1073 Robert E.Peary) ※ 後に『FF-1073』
ハロルド・E・ホルト (DE-1074 Harold E.Holt) ※ 後に『FF-1074』
トリップ (DE-1075 Trippe) ※ 後に『FF-1075』
ファニング (DE-1076 Fanning) ※ 後に『FF-1076』
ウーレット (DE-1077 Ouellet) ※ 後に『FF-1077』
ジョセフ・ヒューズ (DE-1078 Joseph Hewes) ※ 後に『FF-1078』
バウエン (DE-1079 Bowen) ※ 後に『FF-1079』
ポール (DE-1080 Paul) ※ 後に『FF-1080』
アイルウィン (DE-1081 Aylwin) ※ 後に『FF-1081』
エルマー・モンゴメリー (DE-1082 Elmer Montgomery) ※ 後に『FF-1082』
クック (DE-1083 Cook) ※ 後に『FF-1083』
マッカンドレス (DE-1084 McCandless) ※ 後に『FF-1084』
ドナルド・B・ビアリー (DE-1085 Donald B.Beary) ※ 後に『FF-1085』
ブリュートン (DE-1086 Brewton) ※ 後に『FF-1086』
カーク (DE-1087 Kirk) ※ 後に『FF-1087』
バービー (DE-1088 Barbey) ※ 後に『FF-1088』
ジェス・L・ブラウン (DE-1089 Jesse L.Brown) ※ 後に『FF-1089』
エインズワース (DE-1090 Ainsworth) ※ 後に『FF-1090』
ミラー (DE-1091 Miller) ※ 後に『FF-1091』
トーマス・C・ハート (DE-1092 Thomas C.Hart) ※ 後に『FF-1092』
カポダノ (DE-1093 Capodanno) ※ 後に『FF-1093』
ファリス (DE-1094 Pharris) ※ 後に『FF-1094』
トルーエト (DE-1095 Truett) ※ 後に『FF-1095』
ヴァルデズ (DE-1096 Valdez) ※ 後に『FF-1096』
モインスター (DE-1097 Moinster) ※ 後に『FF-1097』
- - ブルク級 - 6隻

ブルク (DEG-1 Brooke) ※ 後に『FFG-1』
ラムゼイ (DEG-2 Ramsey) ※ 後に『FFG-2』
スコフィールド (DEG-3 Schofield) ※ 後に『FFG-3』
タルボット (DEG-4 Talbot) ※ 後に『FFG-4』
リチャード・L・ペイジ (DEG-5 Richard L.Page) ※ 後に『FFG-5』
ジュリアス・A・ファーラー (DEG-6 Julius A.Furer) ※ 後に『FFG-6』
- - オリヴァー・ハザード・ペリー級 - 51隻

オリヴァー・ハザード・ペリー (FFG-7 Oliver Hazard Perry) 、マッキナニィ (FFG-8 McInerney) 、ワズワース (FFG-9 Wadsworth) 、ダンカン (FFG-10 Duncan) 、クラーク (FFG-11 Clark) 、ジョージ・フィリップ (FFG-12 George Philip) 、サミュエル・エリオット・モリソン (FFG-13 Samuel Eliot Morison) 、ジョン・H・サイズ (FFG-14 John H.Sides) 、エストシン (FFG-15 Estocin) 、クリフトン・スプレイグ (FFG-16 Clifton Sprague) 、ジョン・A・ムーア (FFG-19 John A.Moore) 、アントリム (FFG-20 Antrim) 、フラットレイ (FFG-21 Flatley) 、ファーリオン (FFG-22 Fahrion) 、ルイス・B・プラー (FFG-23 Lewis B.Puller) 、ジャック・ウィリアムス (FFG-24 Jack Williams) 、コープランド (FFG-25 Copeland) 、ギャラリー (FFG-26 Gallery) 、マローン・S・ティスデイル (FFG-27 Mahlon S.Tisdale) 、ブーン (FFG-28 Boone) 、スティブン・W・グローブス (FFG-29 Stephen W.Groves) 、レイド (FFG-30 Reid) 、スターク (FFG-31 Stark) 、ジョン・L・ホール (FFG-32 John L.Hall) 、ジャレット (FFG-33 Jarrett) 、オーブレイ・フィッチ (FFG-34 Aubrey Fitch) 、アンダーウッド (FFG-36 Underwood) 、クロメリン (FFG-37 Crommelin) 、カーツ (FFG-38 Curts) 、ドイル (FFG-39 Doyle) 、ハリバートン (FFG-40 Halyburton) 、マックラスキー (FFG-41 McClusky) 、クラクリング (FFG-42 Klakring) 、サッチ (FFG-43 Thach) 、ド・ワート (FFG-45 De Wert) 、レンツ (FFG-46 Rentz) 、ニコラス (FFG-47 Nicholas) 、ヴァンデグリフト (FFG-48 Vandegrift) 、ロバート・G・ブラッドレイ (FFG-49 Robert G.Bradley) 、テイラー (FFG-50 Taylor) 、ゲアリー (FFG-51 Gary) 、カー (FFG-52 Carr) 、ハウズ (FFG-53 Hawes) 、フォード (FFG-54 Ford) 、エルロッド (FFG-55 Elrod) 、シンプソン (FFG-56 Simpson) 、ルーベン・ジェイムス (FFG-57 Reuben James) 、サミュエル・B・ロバーツ (FFG-58 Samuel B.Roberts) 、カウフマン (FFG-59 Kauffman) 、ロドニー・M・デイヴィス (FFG-60 Rodney M.Davis) 、イングラハム (FFG-61 Ingraham)
- - コンステレーション級 - （1隻建造中、5隻計画中)

コンステレーション (FFG-62 Constellation) 、コングレス (FFG-63 Congress) 、チェサピーク (FFG-64 Chesapeake) 、ラファイエット (FFG-65 Lafayette) 、ハミルトン (FFG-66 Hamilton) 、ガルベス (FFG-67 Galvez）、

#### コルベット
- - テンプトレス級 - 18隻（7隻対英返還） ※ 旧・英『フラワー』級

テンプトレス（PG-62 Temptress） ※ 旧・英『ヴェロニカ（Veronica）』
サプライズ（PG-63 Surprise） ※ 旧・英『ヘリオトロープ（Heliotrope）』
スプリイ（PG-64 Spry） ※ 旧・英『ハイビスカス（Hibiscus）』
ソウシイ（PG-65 Saucy） ※ 旧・英『アラビス（Arabis）』
レストレス（PG-66 Restless） ※ 旧・英『ペリウィンクル（Periwinkle）』
レディ（PG-67 Ready） ※ 旧・英『カレンドゥラ（Calendula）』
インパルス（PG-68 Impulse） ※ 旧・英『ベゴニア（Begonia）』
フュリイ（PG-69 Fury） ※ 旧・英『ラークスパー（Larkspur）』
カレイジ（PG-70 Courage） ※ 旧・英『ハートシーズ（Heartsease）』
テナシティ（PG-71 Tenacity） ※ 旧・英『キャンディタフト（Candytuft）』
アクション（PG-86 Action） ※ 旧・英『コンフリイ（Comfrey）』
アラクリティ（PG-87 Alacrity） ※ 旧・英『コーネル（Cornel）』
ブリスク（PG-89 Brisk） ※ 旧・英『フラックス（Flax）』
ヘイスト（PG-92 Haste） ※ 旧・英『マンドレイク（Mandrake）』
インテンシティ（PG-93 Intensity） ※ 旧・英『ミルフォイル（Milfoil）』
マイト（PG-94 Might） ※ 旧・英『マスク（Musk）』
パート（PG-95 Pert） ※ 旧・英『ネペタ（Nepeta）』
プルーデント（PG-96 Prudent） ※ 旧・英『プリヴィト（Privet）』
※ 対英返還：
ビーコン（PG-88 Beacon） ※ 旧・英『ディタニイ（Dittany）』
キャプライス（PG-90 Caprice） ※ 旧・英『オネスティ（Honesty）』
クラッシュ（PG-91 Clash） ※ 旧・英『リナリア（Linaria）』
スプレンダー（PG-97 Splendor） ※ 旧・英『ローズベイ（Rosebay）』
タクト（PG-98 Tact） ※ 旧・英『スミラックス（Smilax）』
ヴィム（PG-99 Vim） ※ 旧・英『スタティス（Statice）』
ヴァイタリティ（PG-100 Vitality） ※ 旧・英『ウィロウハーブ（Willowherb）』

#### 沿海域戦闘艦
- - フリーダム級 - 13隻（3隻建造中）

フリーダム（LCS-1 Freedom）、フォート・ワース（LCS-3 Fort Worth）、ミルウォーキー（LCS-5 Milwaukee）、デトロイト（LCS-7 Detroit）、リトルロック（LCS-9 Little Rock）、スーシティ（LCS-11 Sioux City）、ウィチタ（LCS-13 Wichita）、ビリングス（LCS-15 Billings）、インディアナポリス（LCS-17 Indianapolis）、セントルイス（LCS-19 St. Louis）、ミネアポリス・セントポール（LCS-21 Minneapolis/St. Paul）、クーパーズタウン（LCS-23 Cooperstown）、マリネット（LCS-25 Marinette）、ナンタケット（LCS-27 Nantucket）、ベロイト（LCS-29 Beloit）
※ 建造中：
クリーブランド（LCS-31 Cleveland）
- - インディペンデンス級 - 17隻（2隻建造中）

インディペンデンス（LCS-2 Independence）、コロナド（LCS-4 Coronado）、ジャクソン（LCS-6 Jackson）、モントゴメリー（LCS-8 Montgomery）、ガブリエル・ギフォーズ（LCS-10 Gabrielle Giffords）、オマハ（ LCS-12 Omaha）、マンチェスター（LCS-14 Manchester）、タルサ（LCS-16 Tulsa）、チャールストン（LCS-18 Charleston）、シンシナティ（LCS-20 Cincinnati）、カンザスシティ（LCS-22 Kansas City）、オークランド（LCS-24 Oakland）、モービル（LCS-26 Mobile）、サバンナ（LCS-28 Savannah）、キャンベラ（LCS-30 Canberra）、サンタバーバラ（LCS-32 Santa Barbara）、オーガスタ（LCS-34 Augusta）、
※ 建造中：
キングスビル（LCS-36 Kingsville）、ピエール（LCS-38 Pierre)

### 潜水艦

#### 戦略原潜
- - ハリバット（SSGN/SSN-587 Halibut） - 当初、原子力誘導ミサイル潜水艦に分類。後に攻撃型原子力潜水艦に種別変更。
  - ジョージ・ワシントン級 - 5隻

ジョージ・ワシントン（SSBN-598 George Washington）
パトリック・ヘンリー（SSBN-599 Patrick Henry）
セオドア・ルーズヴェルト（SSBN-600 Theodore Roosevelt）
ロバート・E・リー（SSBN-601 Robert E.Lee）
エイブラハム・リンカーン（SSBN-602 Abraham Lincoln）
- - イーサン・アレン級 - 5隻

イーサン・アレン（SSBN-608 Ethan Allen）
サム・ヒューストン（SSBN-609 Sam Houston）
トーマス・A・エジソン（SSBN-610 Thomas A.Edison）
ジョン・マーシャル（SSBN-611 John Marshall）
トーマス・ジェファソン（SSBN-618 Thomas Jefferson）
- - ラファイエット級 - 31隻

ラファイエット（SSBN-616 Lafayette）、アリグザンダー・ハミルトン（SSBN-617 Alexander Hamilton）、アンドリュー・ジャクソン（SSBN-619 Andrew Jackson）、ジョン・アダムス（SSBN-620 John Adams）、ジェームズ・モンロー（SSBN-622 James Monroe）、ネイザン・ヘイル（SSBN-623 Nathan Hale）、ウッドロー・ウィルソン（SSBN-624 Woodrow Wilson）、ヘンリー・クレイ（SSBN-625 Henry Clay）、ダニエル・ウェブスター（SSBN-626 Daniel Webster）
ジェームス・マディソン級
ジェームズ・マディソン（SSBN-627 James Madison）、テカムセ（SSBN-628 Tecumseh）、ダニエル・ブーン（SSBN-629 Daniel Boone）、ジョン・C・カルフーン（SSBN-630 John C.Calhoun）、ユリシーズ・S・グラント（SSBN-631 Ulysses S.Grant）、フォン・スチューベン（SSBN-632 Von Steuben）、カジミア・プラスキ（SSBN-633 Casimir Pulaski）、ストーンウォール・ジャクソン（SSBN-634 Stonewall Jackson）、サム・レイバン（SSBN-635 Sam Rayburn）、ナサニエル・グリーン（SSBN-636 Nathanael Greene）
ベンジャミン・フランクリン級
ベンジャミン・フランクリン（SSBN-640 Benjamin Franklin）、サイモン・ボリヴァー（SSBN-641 Simon Bolivar）、カメハメハ（SSBN-642 Kamehameha）、ジョージ・バンクロフト（SSBN-643 George Bancroft）、ルイス・アンド・クラーク（SSBN-644 Lewis and Clark）、ジェームズ・K・ポーク（SSBN-645 James K.Polk）、ジョージ・C・マーシャル（SSBN-654 George C.Marshall）、ヘンリー・L・スティムソン（SSBN-655 Henry L.Stimson）、ジョージ・ワシントン・カーヴァー（SSBN-656 George Washington Carver）、フランシス・スコット・キイ（SSBN-657 Francis Scott Key）、マリアーノ・G・ヴァレホウ（SSBN-658 Mariano G.Vallejo）、ウィル・ロジャーズ（SSBN-659 Will Rogers）
- - オハイオ級 - 18隻

ヘンリー・M・ジャクソン（SSBN-730 Henry M.Jackson）、アラバマ（SSBN-731 Alabama）、アラスカ（SSBN-732 Alaska）、ネヴァダ（SSBN-733 Nevada）、テネシー（SSBN-734 Tennessee）、ペンシルベニア（SSBN-735 Pennsylvania）、ウェストバージニア（SSBN-736 West Virginia）、ケンタッキー（SSBN-737 Kentucky）、メリーランド（SSBN-738 Maryland）、ネブラスカ（SSBN-739 Nebraska）、ロード・アイランド（SSBN-740 Rhode Island）、メイン（SSBN-741 Maine）、ワイオミング（SSBN-742 Wyoming）、ルイジアナ（SSBN-743 Louisiana）
改オハイオ級 - 所要改装の後、原子力誘導ミサイル潜水艦に種別変更。
オハイオ（SSBN/SSGN-726 Ohio）、ミシガン（SSBN/SSGN-727 Michigan）、フロリダ（SSBN/SSGN-728 Florida）、ジョージア（SSBN/SSGN-729 Georgia）
- - コロンビア級 - （1隻建造中、2隻計画中）

※ 建造中：
ディストリクト・オブ・コロンビア（SSBN-826 District of Columbia) ※ 元『コロンビア (Columbia) 』、
※ 計画中：
ウィスコンシン（SSBN-827 Wisconsin）、グロトン（SSBN-828 Groton）

#### 攻撃原潜
- - ノーチラス（SSN-571 Nautilus）
  - シーウルフ（SSN-575 Seawolf）
  - スケート級 - 4隻

スケート（SSN-578 Skate）、ソードフィッシュ（SSN-579 Swordfish）、サーゴ（SSN-583 Sargo）、シードラゴン（SSN-584 Seadragon）
- - スキップジャック級 - 6隻

スキップジャック（SSN-585 Skipjack）、スキャンプ（SSN-588 Scamp）、スコーピオン（SSN-589 Scorpion）、スカルピン（SSN-590 Sculpin）、シャーク（SSN-591 Shark）、スヌーク（SSN-592 Snock）
- - トライトン（SSRN/SSN-586 Triton）- 原子力レーダー哨戒潜水艦として就役。後に攻撃型原子力潜水艦に種別変更。
  - スレッシャー級/パーミット級 - 14隻

スレッシャー（SSN-593 Thresher）、パーミット（SSN-594 Permit）、プランジャー（SSN-595 Plunger）、バーブ（SSN-596 Barb）、ポラック（SSN-603 Pollack）、ハッド（SSN-604 Haddo）、ジャック（SSN-605 Jack）、ティノサ（SSN-606 Tinosa）、デイス（SSN-607 Dace）、ガードフィッシュ（SSN-612 Guardfish）、フラッシャー（SSN-613 Flasher）、グリーンリング（SSN-614 Greenling）、ガトー（SSN-615 Gato）、ハダック（SSN-621 Haddock）
- - タリビー（SSN-597 Tullibee）
  - スタージョン級 - 37隻

短船体型
スタージョン（SSN-637 Sturgeon）、ホエール（SSN-638 Whale）、トートグ（SSN-639 Tautog）、グレイリング（SSN-646 Grayling）、ポーギ（SSN-647 Pogy）、アスプロ（SSN-648 Aspro）、サンフィッシュ（SSN-649 Sunfish）、パーゴ（SSN-650 Pargo）、クイーンフィッシュ（SSN-651 Queenfish）、パファー（SSN-652 Puffer）、レイ（SSN-653 Ray）、サンドランス（SSN-660 Sand Lance）、レイポン（SSN-661 Lapon）、ガーナード（SSN-662 Gurnard）、ハンマーヘッド（SSN-663 Hammerhead）、シー・デヴィル（SSN-664 Sea Devil）、ギタロ（SSN-665 Guitarro）、ホークビル（SSN-666 Hawkbill）、バーゴール（SSN-667 Bergall）、スペイドフィッシュ（SSN-668 Spadefish）、シーホース（SSN-669 Seahorse）、フィンバック（SSN-670 Finback）、ピンタドゥ（SSN-672 Pintado）、フライング・フィッシュ（SSN-673 Flying Fish）、トリパン（SSN-674 Trepang）、ブルーフィッシュ（SSN-675 Bluefish）、ビルフィッシュ（SSN-676 Billfish）、ドラム（SSN-677 Drum）
長船体型
アーチャーフィッシュ（SSN-678 Archerfish）、シルヴァーサイズ（SSN-679 Silversides）、ウィリアム・H・ベイツ（SSN-680 William H. Bates, レッドフィッシュRedfishから艦名変更） 、バットフィッシュ（SSN-681 Batfish）、タニイ（SSN-682 Tunny）、パーチ（SSN-683 Parche）、カヴァラ（SSN-684 Cavalla）、L・メンデル・リヴァーズ（SSN-686 L. Mendel Rivers）、リチャード・B・ラッセル（SSN-687 Richard B. Russell）
- - ナーワル（SSN-671 Narwhal）
  - グレナード・P・リプスコム（SSN-685 Glenard P.Lipscomb）
  - ロサンゼルス級 - 62隻

フライトI
ロサンゼルス（SSN-688 Los Angeles）、バトンルージュ（SSN-689 Baton Rouge）、フィラデルフィア（SSN-690 Philadelphia）、メンフィス（SSN-691 Memphis）、オマハ（SSN-692 Omaha）、シンシナティ（SSN-693 Cincinnati）、グロトン（SSN-694 Groton）、バーミングハム（SSN-695 Birmingham）、ニューヨークシティ（SSN-696 New York City）、インディアナポリス（SSN-697 Indianapolis）、ブレマートン（SSN-698 Bremerton）、ジャクソンビル（SSN-699 Jacksonville）、ダラス（SSN-700 Dallas）、ラホーヤ（SSN-701 La Jolla）、フェニックス（SSN-702 Phoenix）、ボストン（SSN-703 Boston）、ボルチモア（SSN-704 Baltimore）、シティ・オブ・コーパスクリスティ（SSN-705 City of Corpus Christi）、アルバカーキ（SSN-706 Albuquerque）、ポーツマス（SSN-707 Portsmouth）、ミネアポリス・セントポール（SSN-708 Minneapolis-Saint Paul）、ハイマン・G・リッコーヴァー（SSN-709 Hyman G.Rickover）、オーガスタ（SSN-710 Augusta）、サンフランシスコ（SSN-711 San Francisco）、アトランタ（SSN-712 Atlanta）、ヒューストン（SSN-713 Houston）、ノーフォーク（SSN-714 Norfolk）、バッファロー（SSN-715 Buffalo）、ソルトレイクシティ（SSN-716 Salt Lake City）、オリンピア（SSN-717 Olympia）、ホノルル（SSN-718 Honolulu）
フライトII
プロビデンス（SSN-719 Providence）、ピッツバーグ（SSN-720 Pittsburgh）、シカゴ（SSN-721 Chicago）、キーウェスト（SSN-722 Key West）、オクラホマシティ（SSN-723 Oklahoma City）、ルイビル（SSN-724 Louisville）、ヘレナ（SSN-725 Helena）、ニューポートニューズ （SSN-750 Newport News）
フライトIII
サンフアン（SSN-751 San Juan）、パサデナ（SSN-752 Pasadena）、オールバニ（SSN-753 Albany）、トピカ（SSN-754 Topeka）、マイアミ（SSN-755 Miami）、スクラントン（SSN-756 Scranton）、アレクサンドリア（SSN-757 Alexandria）、アッシュビル（SSN-758 Acheville）、ジェファーソンシティ（SSN-759 Jefferson City）、アナポリス（SSN-760 Annapolis）、スプリングフィールド（SSN-761 Springfield）、コロンバス（SSN-762 Columbus）、サンタフェ（SSN-763 Santa Fe）、ボイシ（SSN-764 Boise）、モントピリア（SSN-765 Montpelier）、シャーロット（SSN-766 Charlotte）、ハンプトン（SSN-767 Hampton）、ハートフォード（SSN-768 Hartford）、トレド（SSN-769 Toledo）、ツーソン（SSN-770 Tucson）、コロンビア（SSN-771 Columbia）、グリーンビル（SSN-772 Greenville）、シャイアン（SSN-773 Cheyenne）
- - シーウルフ級 - 3隻 (26隻計画中止)

シーウルフ（SSN-21 Seawolf）、コネチカット（SSN-22 Connecticut）、ジミー・カーター（SSN-23 Jimmy Carter）
- - ヴァージニア級 - 24隻（8隻建造中、11隻計画中）:

ブロックI
ヴァージニア（SSN-774 Virginia）、テキサス（SSN-775 Texas）、ハワイ（SSN-776 Hawaii）、ノース・カロライナ（SSN-777 North Carolina）
ブロックII
ニュー・ハンプシャー（SSN-778 New Hampshire）、ニュー・メキシコ（SSN-779 New Mexico）、ミズーリ（SSN-780 Missouri）、カリフォルニア（SSN-781 California）、ミシシッピ（SSN-782 Mississippi）、ミネソタ（SSN-783 Minnesota）
ブロックIII
ノース・ダコタ（SSN-784 North Dakota）、ジョン・ウォーナー（SSN-785 John Warner）、イリノイ（SSN-786 Illinois）、ワシントン（SSN-787 Washington）、コロラド（SSN-788 Colorado）、インディアナ（SSN-789 Indiana）、サウスダコタ（SSN-790 South Dakota）、デラウェア（SSN-791 Delaware）
ブロックIV
バーモント（SSN-792 Vermont）、オレゴン（SSN-793 Oregon）、モンタナ（SSN-794 Montana）、ハイマン・G・リッコーヴァー（SSN-795 Hyman G. Rickover）、ニュージャージー（SSN-796 New Jersey）、アイオワ（SSN-797 Iowa）
※ 建造中：
マサチューセッツ（SSN-798 Massachusetts）、アイダホ（SSN-799 Idaho）、アーカンソー（SSN-800 Arkansas）、ユタ（SSN-801 Utah）
ブロックV
オクラホマ（SSN-802 Oklahoma）、アリゾナ（SSN-803 Arizona）、バーブ（SSN-804 Barb）、タング（SSN-805 Tang）、
※ 計画中：
ワフー（SSN-806 Wahoo）、シルヴァーサイズ（SSN-807 Silversides）、ジョン・H・ドルトン（SSN-808 John H. Dalton）、ロングアイランド（SSN-809 Long Island）、サンフランシスコ（SSN-810 San Francisco）、マイアミ（SSN-811 Miami）、ボルチモア（SSN-812 Baltimore）、アトランタ（SSN-813 Atlanta）、
ブロックVI
ポトマック（SSN-814 Potomac）、ノーフォーク（SSN-815 Norfolk）、ブルックリン（SSN-816 Brooklyn）

#### 通常動力型潜水艦
- WW Iまでの潜水艦
  - ホランド (SS-1 Holland)
  - A級 - 7隻　※元『プランジャー級』

A-1 ※ 元は『プランジャー (SS-2 Plunger)』
A-2 ※ 元は『アダー (SS-3 Adder)』
A-3 ※ 元は『グランパス (SS-4 Grampus)』
A-4 ※ 元は『モカシン (SS-5 Moccasin)』
A-5 ※ 元は『パイク (SS-6 Pike)』
A-6 ※ 元は『ポーパス (SS-7 Porpolse)』
A-7 ※ 元は『シャーク (SS-8 Shark)』
- - C級 - 5隻 ※ 元の名前は『オクトパス』級

C-1 ※ 元は『オクトパス (SS-9 Octopus)』
C-2 ※ 元は『スティングレイ (SS-13 Stingray)』
C-3 ※ 元は『ターポン (SS-14 Tarpon)』
C-4 ※ 元は『ボニタ (SS-15 Bonita)』
C-5 ※ 元は『スナッパー (SS-16 Snapper)』
- - B級 - 3隻 ※ 元『ヴァイパー』級

B-1 ※ 元は『ヴァイパー (SS-10 Viper)』
B-2 ※ 元は『カトルフィッシュ (SS-11 Cuttlefish)』
B-3 ※ 元は『タランチュラ (SS-12 Tarantula)』
- - D級 - 3隻 ※ 元『ナーワル』級

D-1 ※ 元は『ナーワル (SS-17 Narwhal)』
D-2 ※ 元は『グレイリング (SS-18 Grayling)』
D-3 ※ 元は『サーモン (SS-19 Salmon)』
- - G-1 ※ 元は『シール (SS-19 1/2 Seal)』
  - F級 - 4隻 ※ 後に『カープ』級

F-1 ※ 元は『カープ (SS-20 Carp)』
F-2 ※ 元は『バラクーダ (SS-21 Barracuda)』
F-3 ※ 元は『ピカレル (SS-22 Pickerel)』
F-4 ※ 元は『スケート (SS-23 Skate)』
- - E級 - 2隻 ※ 元『スキップジャック』級

E-1 ※ 元は『スキップジャック (SS-24 Skipjack)』
E-2 ※ 元は『スタージョン (SS-25 Sturgeon)』
- - G-4 ※ 元は『スラッシャー (SS-26 Thrasher)』
  - G-2級 - 2隻 ※ 元『ツナ』級

G-2 ※ 元は『ツナ (SS-27 Tuna)』
G-3 ※ 元は『ターバット (SS-31 Turbot)』
- - H級 - 9隻 ※ 元『シーウルフ』級

H-1 ※ 元は『シーウルフ (SS-28 Seawolf)』
H-2 ※ 元は『ノーチラス (SS-29 Nautilus)』
H-3 ※ 元は『ガーフィッシュ (SS-30 Garfish)』
H-4、5、6、7、8、9 (SS-147～SS-152)
- - K級 - 8隻 ※ 元『ハダック』級

K-1 ※ 元は『ハダック (SS-32 Haddock)』
K-2 ※ 元は『カシャロット (SS-33 Cachalot)』
K-3 ※ 元は『オルカ (SS-34 Orca)』
K-4 ※ 元は『ウォールラス (SS-35 Walrus)』
K-5、6、7、8 (SS-36～39)
- - L-1級 - 7隻

L-1、2、3、4 (SS-40～43)
L-9、10、11 (SS-49～51)
- - L-5級 - 4隻

L-5、6、7、8 (SS-44～48)
- - M-1 (SS-47)
  - T級 - 3隻 元『AA』級、その前は『シュリー』級

T-1 ※ 元は『AA-1』、その前は『シュリー (SS-52 Schley)』
T-2 ※ 元は『AA-2 (SS-60)』
T-3 ※ 元は『AA-3 (SS-61)』
- - N級 - 7隻

N-1、2、3、4、5、6、7 (SS-53～59)
- - O-1級 - 10隻

O-1、2、3、4、5、6、7、8、9、10 (SS-62～71)
- - O-11級 - 6隻

O-11、12、13、14、15、16 (SS-72～77)
- - R-1級 - 20隻

R-1、2、3、4、5、6、7、8、9、10、11、12、13、14、15、16、17、18、19、20 (SS-78～97)
- - R-21級 - 7隻

R-21、22、23、24、25、26、27 (SS-98～104)
- - S-1級 - 25隻

S-1 (SS-105)
S-18、19、20、21、22、23、24、25、26、27、28、29、30、31、32、33、34、35、36、37、38、39、40、41 (SS-123～146)
- - S-2 (SS-106)
  - S-3級 - 15隻

S-3 (SS-107)
S-4、5、6、7、8、9、10、11、12、13、14、15、16、17 (SS-109～122)
- - S-42級 - 6隻

S-42、43、44、45、46、47 (SS-153～158)
- - S-48級 - 4隻

S-48、49、50、51 (SS-159～162)
- WW IIまでの潜水艦
  - バラクーダ級 - 3隻 ※ 元は『V-1』級

バラクーダ (Barracuda　SS-163) ※ 元は『V-1』
バス (Bass　SS-164) ※ 元は『V-2』
ボニタ (Bonita　SS-165) ※ 元は『V-3』
- - アーゴノート (Argonaut　SS-166) ※ 元は『V-4』
  - ナーワル級 - 2隻 ※ 元は『V-5』級

ナーワル (Narwhal　SS-167) ※ 元は『V-5』
ノーチラス (Nautilus　SS-168) ※ 後に『V-6』
- - ドルフィン (SS-169 Dolphin)
  - カシャロット級 - 2隻

カシャロット (SS-170 Cachalot)、カトルフィッシュ (SS-171 Cuttlefish)
- - P級 - 10隻

第1群
ポーパス (SS-172 Porpoise)
パイク (SS-173 Pike)
第2群
シャーク (SS-174 Shark)
ターポン (SS-175 Tarpon)
第3群
パーチ (SS-176 Perch)
ピカレル (SS-177 Pickerel)
パーミット (SS-178 Permit)
プランジャー (SS-179 Plunger)
ポラック (SS-180 Pollack)
ポンパノー (SS-181 Pompano)
- - S級 - 16隻

第1群
サーモン (SS-182 Salmon)、シール (SS-183 Seal)、スキップジャック (SS-184 Skipjack)、スナッパー (SS-185 Snapper)、スティングレイ (SS-186 Stingray)、スタージョン (SS-187 Sturgeon)
第2群
サーゴ (SS-188 Sargo)、ソーリ (SS-189 Saury)、スピアフィッシュ (SS-190 Spearfish)、スカルピン (SS-191 Sculpin)、ソードフィッシュ (SS-193 Swordfish)、シードラゴン (SS-194 Seadragon)、シーライオン (SS-195 Sealion)、シーレイブン (SS-196 Searaven)、シーウルフ (SS-197 Seawolf)
スクアラス (SS-192 Squalus) ※ 後に『セイルフィッシュ (Sailfish)』
- - T級 - 12隻

タンバー (SS-198 Tambor)、トートグ (SS-199 Tautog)、スレッシャー (SS-200 Thresher)、トライトン (SS-201 Triton)、トラウト (SS-202 Trout)、ツナ (SS-203 Tuna)、ガー (SS-206 Gar)、グランパス (SS-207 Grampus)、グレイバック (SS-208 Grayback)、グレイリング (SS-209 Grayling)、グレナディア (SS-210 Grenadier)、ガジョン (SS-211 Gudgeon)
- - M級 - 2隻

マッケレル (SS-204 Mackerel)
マーリン (SS-205 Marlin)
- - ガトー級 - 195隻 (10隻建造中止、46隻計画中止)

ガトー (SS-212 Gato)、グリーンリング (SS-213 Greenling)、グルーパー (SS-214 Grouper)、グラウラー (SS-215 Growler)、グラニオン (SS-216 Grunion)、ガードフィッシュ (SS-217 Guardfish)、アルバコア (SS-218 Albacore)、アンバージャック (SS-219 Amberjack)、バーブ (SS-220 Barb)、ブラックフィッシュ (SS-221 Blackfish)、ブルーフィッシュ (SS-222 Bluefish)、ボーンフィッシュ (SS-223 Bonefish)、コッド (SS-224 Cod)、シアロウ (SS-225 Cero)、コーヴィナ (SS-226 Corvina)、ダーター (SS-227 Darter)、ドラム (SS-228 Drum)、フライング・フィッシュ (SS-229 Flying Fish)、フィンバック (SS-230 Finback)、ハダック (SS-231 Haddock)、ハリバット (SS-232 Halibut)、ヘリング (SS-233 Herring)、キングフィッシュ (SS-234 Kingfish)、シャド (SS-235 Shad)、シルヴァーサイズ (SS-236 Silversides)、トリガー (SS-237 Trigger)、ワフー (SS-238 Wahoo)、ホエール (SS-239 Whale)、アングラー (SS-240 Angler)、バショウ (SS-241 Bashaw)、ブルーギル (SS-242 Bluegill)、ブリーム (SS-243 Bream)、カヴァラ (SS-244 Cavalla)、コービア (SS-245 Cobia)、クローカー (SS-246 Croaker)、デイス (SS-247 Dace)、ダラドー (SS-248 Dorado)、フラッシャー (SS-249 Flasher)、フライアー (SS-250 Flier)、フラウンダー (SS-251 Flounder)、ガビラン (SS-252 Gabilan)、ガネル (SS-253 Gunnel)、ガーナード (SS-254 Gurnard)、ハッド (SS-255 Haddo)、ヘイク (SS-256 Hale)、ハーダー (SS-257 Harder)、ホー (SS-258 Hoe)、ジャック (SS-259 Jack)、レイポン (SS-260 Lapon)、ミンゴ (SS-261 Mingo)、マスケランジ (SS-262 Muskallunge)、パドル (SS-263 Paddle)、パーゴ (SS-264 Pargo)、ピート (SS-265 Peto)、ポーギ (SS-266 Pogy)、ポンポン (SS-267 Pompon)、パファー (SS-268 Puffer)、ラッシャー (SS-269 Rasher)、レイトン (SS-270 Raton)、レイ (SS-271 Ray)、レッドフィン (SS-272 Redfin)、ローバロウ (SS-273 Robalo)、ロック (SS-274 Rock)、ランナー (SS-275 Runner)、ソウフィッシュ (SS-276 Sawfish)、スキャンプ (SS-277 Scamp)、スコーピオン (SS-278 Scorpion)、スヌーク (SS-279 Snook)、スティールヘッド (SS-280 Steelhead)、サンフィッシュ (SS-281 Sunfish)、タニイ (SS-282 Tunny)、ティノサ (SS-283 Tinosa)、タリビー (SS-284 Tullibee)
バラオ級
バラオ (SS-285 Balao)、ビルフィッシュ (SS-286 Billfish)、バウフィン (SS-287 Bowfin)、カブリラ (SS-288 Cabrilla)、カペリン (SS-289 Capelin)、シスコー (SS-290 Cisco)、クレヴァレ (SS-291 Crevalle)、デヴィルフィッシュ (SS-292 Devilfish)、ドラゴニット (SS-293 Dragonet)、エスカラー (SS-294 Escolar)、ハックルバック (SS-295 Hackleback)、ランセットフィッシュ (SS-296 Lancetfish)、リング (SS-297 Ling)、ライオンフィッシュ (SS-298 Lionfish)、マンタ (SS-299 Manta)、モーレイ (SS-300 Moray)、ロンカドア (SS-301 Roncador)、サバロ (SS-302 Sabalo)、セイブルフィッシュ (SS-303 Sablefish)、シーホース (SS-304 Seahorse)、スケート (SS-305 Skate)、タング (SS-306 Tang)、タイルフィッシュ (SS-307 Tilefish)、アポーゴン (SS-308 Apogon)、アスプロ (SS-309 Aspro)、バットフィッシュ (SS-310 Batfish)、アーチャーフィッシュ (SS-311 Archerfish)、バーフィッシュ (SS-312 Burrfish)、パーチ (SS-313 Perch)、シャーク (SS-314 Shark)、シーライオン (SS-315 Sealion)、バーベル (SS-316 Barbel)、バーベロ (SS-317 Barbero)、バイヤ (SS-318 Baya)、ベキュナ (SS-319 Becuna)、バーゴール (SS-320 Bergall)、ベスゴ (SS-321 Besugo)、ブラックフィン (SS-322 Blackfin)、カイマン (SS-323 Caiman)、ブレニイ (SS-324 Blenny)、ブロウアー (SS-325 Blower)、ブルーバック (SS-326 Blueback)、ボーアフィッシュ (SS-327 Boarfish)、チャー (SS-328 Charr)、チャブ (SS-329 Chub)、ブリル (SS-330 Brill)、バガラ (SS-331 Bugara)、ブルヘッド (SS-332 Bullhead)、バンパー (SS-333 Bumper)、カベゾーン (SS-334 Cabezon)、デンテューダ (SS-335 Dentuda)、カピテーン (SS-336 Capitaine)、カーボネロ (SS-337 Carbonero)、カープ (SS-338 Carp)、キャットフィッシュ (SS-339 Catfish)、エンテメダー (SS-340 Entemedor)、チャイヴォ (SS-341 Chivo)、チャッパー (SS-342 Chopper)、クラマゴア (SS-343 Clamagore)、カブラー (SS-344 Cobbler)、コチノ (SS-345 Cochino)、コーポラル (SS-346 Corporal)、キュベラ (SS-347 Cubera)、カスク (SS-348 Cusk)、ディオドン (SS-349 Diodon)、ドッグフィッシュ (SS-350 Dogfish)、グリーンフィッシュ (SS-351 Greenfish)、ハーフビーク (SS-352 Halfbeak)、ゴレット (SS-361 Golet)、グアヴィナ (SS-362 Guavina)、ギタロ (SS-363 Guitarro)、ハンマーヘッド (SS-364 Hammerhead)、ハードヘッド (SS-365 Hardhead)、ホークビル (SS-366 Hawkbill)、アイスフィッシュ (SS-367 Icefish)、ジャラオ (SS-368 Jallao)、キート (SS-369 Kete)、クラーケン (SS-370 Kraken)、ラガート (SS-371 Lagato)、ランプレイ (SS-372 Lamprey)、リザードフィッシュ (SS-373 Lizardfish)、ロガーヘッド (SS-374 Loggerhead)、マカビ (SS-375 Macabi)、マピロ (SS-376 Mapiro)、メンハーデン (SS-377 Menhaden)、メロ (SS-378 Mero)、サンド・ランス (SS-381 Sand Lance)、ピキュダ (SS-382 Picuda)、パンパニト (SS-383 Pampanito)、パーク (SS-384 Parche)、バング (SS-385 Bang)、パイロットフィッシュ (SS-386 Pilotfish)、ピンタドウ (SS-387 Pintado)、パイプフィッシュ (SS-388 Pipefish)、ピラニア (SS-389 Piranha)、プレイス (SS-390 Plaice)、ポンフリット (SS-391 Pomfret)、スターレット (SS-392 Sterlet)、クイーンフィッシュ (SS-393 Queenfish)、レイザーバック (SS-394 Razorback)、レッドフィッシュ (SS-395 Redfish)、ロンキル (SS-396 Ronquil)、スカッバードフィッシュ (SS-397 Scabbardfish)、セグンド (SS-398 Segundo)、シー・キャット (SS-399 Sea Cat)、シー・デヴィル (SS-400 Sea Devil)、シー・ドッグ (SS-401 Sea Dog)、シー・フォックス (SS-402 Sea Fox)、アテュール (SS-403 Atule)、スパイクフィッシュ (SS-404 Spikefish)、シー・アウル (SS-405 Sea Owl)、シー・ポーチャー (SS-406 Sea Poacher)、シー・ロビン (SS-407 Sea Robin)、セネット (SS-408 Sennet)、パイパー (SS-409 Piper)、スレッドフィン (SS-410 Threadfin)、スペイドフィッシュ (SS-411 Spadefish)、トリパン (SS-412 Trepang)、スポット (SS-413 Spot)、スプリンガー (SS-414 Springer)、スティックルバック (SS-415 Stickleback)、タイルー (SS-416 Tiru)
※ 建造中止：
ジュゴン (SS-353 Dugong)、イール (SS-354 Eel)、エスパダ (SS-355 Espada)、ジョウフィッシュ (SS-356 Jawfish)、オノ (SS-357 Ono)、ガーロパ (SS-358 Garlopa)、ガラパ (SS-359 Garrupa)、ゴールドリング (SS-360 Goldring)、ニードルフィッシュ (SS-379 Needlefish)、ナーカ (SS-380 Nerka)
- - テンチ級 - 31隻 (19隻建造中止、30隻計画中止)

テンチ (SS-417 Tench)、ソーンバック (SS-418 Thornback)、ティグラン (SS-419 Tigrone)、タイラント (SS-420 Tirante)、トラッタ (SS-421 Trutta)、トーロー (SS-422 Toro)、トースク (SS-423 Torsk)、クイルバック (SS-424 Quillback)、トランペットフィッシュ (SS-425 Trumpetfish)、タスク (SS-426 Tusk)、カーセーア (SS-435 Corsair)、アーゴノート (SS-475 Argonaut)、ランナー (SS-476 Runner)、コンガー (SS-477 Conger)、カットラス (SS-478 Cutlass)、ディアブロ (SS-479 Diablo)、メドレガル (SS-480 Medregal)、リクイン (SS-481 Requin)、アイレックス (SS-482 Irex)、シー・レパード (SS-483 Sea Leopard)、オダックス (SS-484 Odax)、シラゴ (SS-485 Sirago)、ポモドン (SS-486 Pomodon)、レモラ (SS-487 Remora)、サーダ (SS-488 Sarda)、スピナックス (SS-489 Spinax)、ヴォラドア (SS-490 Volador)、アンバージャック (SS-522 Amberjack)、グランパス (SS-523 Grampus)、ピカレル (SS-524 Pickerel)、グレナディア (SS-524 Grenadier)
※ 建造中止：
ターバット (SS-427 Turbot)、ウルア (SS-428 Ulua)、ユニコーン (SS-429 Unicorn)、ヴァンディス (SS-430 Vandace)、ウォールラス (SS-431 Walrus)、ホワイトフィッシュ (SS-432 Whitefish)、ホワイティング (SS-433 Whiting)、ウルフフィッシュ (SS-434 Wolffish)、ユニコーン (SS-436 Unicorn)、ウォールラス (SS-437 Walrus)、ポンパノー (SS-491 Pompano)、グレイリング (SS-492 Grayling)、ニードルフィッシュ (SS-493 Needlefish)、スカルピン (SS-494 Sculpin)、ワフー (SS-516 Wahoo)、ダラドー (SS-526 Dorado)、カンバー (SS-527 Comber)、シー・パンサー (SS-528 Sea Panther)、ティブロン (SS-529 Tiburon)
- WW II以降の潜水艦
  - バラクーダ級潜水艦 - 3隻 ※ 元の名は『K』級

バラクーダ (SST-1 Barracuda) ※ 元は『K-1』
バス (SSK-2→SS-551 Bass) ※ 元は『K-2』
ボニタ (SSK-3→SS-552 Bonita) ※ 元は『K-3』
- - マッケレル級 - 2隻 ※ 元の名は『T-1』級

マッケレル (SST-1 Mackerel) ※ 元は『T-1』
マーリン (SST-2 Marlin) ※ 元は『T-2』
- - タング級 - 6隻

タング (SS-563 Tang)
トリガー (SS-564 Trigger)
ワフー (SS-565 Wahoo)
トラウト (SS-566 Trout)
ガジョン (SS-567 Gudgeon)
ハーダー (SS-568 Harder)
- - セイルフィッシュ級 - 2隻 - 米呼称：レーダー哨戒潜水艦

セイルフィッシュ (SSR-572 Sailfish)、サーモン (SSR-573 Salmon)
- - 改タング型 - 1隻 (2隻設計変更)

ダーター (SS-576 Darter)
※ 設計変更：
SS-574、577 →グレイバック級へ
- - グレイバック級 - 2隻 - 米呼称：戦略ミサイル潜水艦

グレイバック (SSG-574 Grayback)
グラウラー (SS-577 Growler)
- - バーベル級 - 3隻

バーベル (SS-580 Barbel)
ブルーバック (SS-581 Blueback)
ボーンフィッシュ (SS-582 Bonefish)
ミゼット・サブマリン
- X-1

#### その他
- ドルフィン（AGSS-555 Dolphin）
- アルバコア (AGSS-569)
- NR-1

### 機雷戦艦艇

#### 掃海艦艇
掃海艇
- - ラップウイング級掃海艇

ラップウイング、フクロウ、ロビン、スワロー、タナガー、カーディナル、オリオール、ダイシャクシギ、フィンチ、ヘロン、コンドル、チドリ、トルコ、ヤマシギ、ウズラ、パートリッジ、アイダー、ツグミ、アボセット、ボボリンク、ラーク、ウィジオン、ティール、ブラント、カワセミ、レール、ペリカン、ファルコン、オスプレイ、カモメ、アジサシ、フラミンゴ、ペンギン、スワン、ウィップアーウィル、ビッターン、ミユビシギ、ウミスズメ、チェウィンク、コルモラント、ガネット、グレーブ、マラード、オルトラン、ピーコック、ピジョン、レッドウイング、サンドパイパー、ヴィレオ、ウグイス、ウィレット
航洋掃海艇(MSO)
- - アジャイル - 1隻

アジャイル (MSO-421 Agile)
- - アグレッシブ級 - 6隻(21隻計画中止)

アグレッシブ (MSO-422 Aggressive)、アヴェンジ (MSO-423 Avenge)、ボールド (MSO-424 Bold)、ブルワーク (MSO-425 Bulwark)、コンフリクト (MSO-426 Conflict)、コンスタント (MSO-427 Constant)
掃海艦(MCM)
- - アベンジャー級 - 14隻

アベンジャー (MCM-1 Avenger)、ディフェンダー (MCM-2 Defender)、 セントリー (MCM-3 Sentry)、 チャンピオン (MCM-4 Champion)、ガーディアン (MCM-5 Guardian)、 デヴァステーター (MCM-6 Devastator)、ペトリオット (MCM-7 Patriot)、スカウト (MCM-8 Scout)、パイオニア (MCM-9 Pioneer)、ウォーリア (MCM-10 Warrior)、グラディエーター (MCM-11 Gladiator)、アーデント (MCM-12 Ardent)、デクストラス (MCM-13 Dextrous)、チーフ (MCM-14 Chief)
機雷掃討艇(MSH)
- - カーディナル級 -1隻(16隻建造中止)

カーディナル (MSH-1 Cardinal)
沿岸機雷掃討艇(MHC)
- - ビッターン - 1隻

ビッターン (MHC-43 Bittern)
- - オスプレイ級 - 12隻

オスプレイ (MHC-51 Osprey)、ハーロン (MHC-52 Heron)、ペリカン (MHC-53 Pelican)、ロビン (MHC-54 Robin)、オリオール (MHC-55 Oriole)、キングフィッシャー (MHC-56 Kingfisher)、コルモラン (MHC-57 Cormorant)、ブラックホーク (MHC-58 Black Hawk)、ファルコン (MHC-59 Falcon)、カーディナル (MHC-60 Cardinal)、レイヴン (MHC-61 Raven)、シュライク (MHC-62 Shrike)

#### 機雷敷設艦
一等機雷敷設艦(CM)
- - ボルティモア - 1隻 ※ 元『ボルティモア』級

ボルティモア (CM-1 Baltimore) ※ 元『C-3』
- - サンフランシスコ - 1隻 ※ 元『サンフランシスコ』級

サンフランシスコ (CM-2 San Francisco) ※ 元『C-5』
- - アルーストゥーク級 - 2隻

アルーストゥーク (CM-3 Aroostook)
ショーマット (CM-4 Shawmut)
- - テラー級 - 3隻

テラー (CM-5 Terror)
キャッツキル (CM-6 Catskill)
オザーク (CM-7 Ozark)
- - キオカク - 1隻

キオカク (CM-8 Keokuk)
特務機雷敷設艦(ACM)
- - シモ級 - 3隻(5隻建造中止)

シモ (ACM-1 Chimo)
プランター (ACM-2 Planter)
バリケード (ACM-3 Barricade)
沿岸機雷敷設艦(MMC)
- - MMC-6級 - 2隻 ※ 元『LSM-1』級

MMC-6 (MMC-6)
MMC-7 (MMC-7)
艦隊機雷敷設艦(MMF)
- - テラー - 1隻 ※ 元『テラー』級

テラー (MMF-5 Terror) ※ 元『CM-5』
機雷戦指揮艦(MCS)
- - キャッツキル級 - 2隻 ※ 元『テラー』級

キャッツキル (MCS-1 Catskill) ※ 元『CM-6』
オザーク (MCS-2 Ozark) ※ 元『CM-7』
- - オーセージ級 - 3隻 ※ 元『オーセージ』級

オーセージ (MCS-3 Osage)
サーカス (MCS-4 Saugus)
モニター (MCS-5 Monitor)
- - オーリンズ・パリッシュ - 1隻 ※ 元『LST-1』級

オーリンズ・パリッシュ (MCS-6 Orleans Parish)
- - エッピング・フォレスト - 1隻 元『アシュランド』級

エッピング・フォレスト (MCS-7 Epping Forest) ※ 元『LSD-4』
- - インチョン - 1隻 ※ 元『イオー・ジマ』級

インチョン (MCS-12 Inchon)

### 両用戦艦艇

#### 揚陸艦艇
強襲揚陸艦（LPH/LHA/LHD）
- - セティス・ベイ - 1隻（1隻改造中止） ※ 元『カサブランカ』級

セティス・ベイ（LPH-6 Thetis Bay） ※ 元『CVE-90』
※ 改造中止：
ブロック・アイランド（LPH-1 Block Island）
- - ボクサー級 - 3隻 ※ 元『エセックス』級

ボクサー（LPH-4 Boxer） ※ 元『CV-21』、プリンストン（LPH-5 Princeton） ※ 元『CV-37』、ヴァリー・フォージ（LPH-8 Valley Forge） ※ 元『CV-45』
- - イオー・ジマ級 - 7隻

イオー・ジマ（LPH-2 Iwo Jima）、オキナワ（LPH-3 Okinawa）、ガダルカナル（LPH-7 Guadalcanal）、グアム（LPH-9 Guam）、トリポリ（LPH-10 Tripoli）、ニュー・オーリンズ（LPH-11 New Orleans）、インチョン（LPH-12 Inchon）
- - タラワ級 - 5隻（4隻計画中止）

タラワ（LHA-1 Tarawa）、サイパン（LHA-2 Saipan）、ベロー・ウッド（LHA-3 Belleau Wood）、ナッソー（LHA-4 Nassau）、ペリリュー（LHA-5 Peleliu）
- - ワスプ級 - 8隻

ワスプ（LHD-1 Wasp）、エセックス（LHD-2 Essex）、キアサージ（LHD-3 Kearsarge）、ボクサー（LHD-4 Boxer）、バターン（LHD-5 Bataan）、ボノム・リシャール（LHD-6 Bonhomme Richard）、イオー・ジマ（LHD-7 Iwo Jima）、マキン・アイランド（LHD-8 Makin Island）
- - アメリカ級 - 2隻（2隻建造中、2隻計画中）

フライト0
アメリカ（LHA-6 America）、トリポリ（LHA-7 Tripoli）
※ 建造中：
フライト1
ブーゲンヴィル（LHA-8 Bougainville）、ファルージャ（LHA-9 Fallujah）、
※ 計画中：
ヘルマンド州（LHA-10 Helmand Province）、
ドック型揚陸艦（LSD）
- アシュランド級 - 21隻（4隻対英譲渡）

カサ・グランデ級
- トーマストン級 - 8隻

トマーストン(LSD-28 Thomaston)、プリマス・ロック(LSD-29 Plymouth Rock)、フォート・スネリング(LSD-30 Fort Snelling)、ポイント・ディファイアンス(LSD-31 Point Defiance)、スピーゲル・グローブ(LSD-32 Spiegel Grove)、アラモ(LSD-33 Alamo)、ハーミテージ(LSD-34 Hermitage)、モンティセロ(LSD-35 Monticello)
- アンカレッジ級 - 5隻

アンカレッジ(LSD-36 Anchorage)、ポートランド(LSD-37 Portland)、ペンサコラ(LSD-38 Pensacola)、マウント・バーノン(LSD-39 Mount Vernon)、フォート・フィッシャー(LSD-40 Fort Fisher)
- ホイッドビー・アイランド級 - 12隻

ホッドビー・アイランド(LSD-41 Whidbey Island)、ジャーマンタウン(LSD-42 Germantown)、フォート・マクヘンリー(LSD-43 Fort McHenry)、ガンストン・ホール(LSD-44 Gunston Hall)、カムストック(LSD-45 Comstock)、トーテュガ(LSD-46 Tortuga)、ラシュモア(LSD-47 Rushmore)、アシュランド(LSD-48 Ashland)
ハーパーズ・フェリー級
ハーパーズ・フェリー(LSD-49 Harpers Ferry)、カーター・ホール(LSD-50 Carter Hall)、オーク・ヒル(LSD-51 Oak Hill)、パール・ハーバー(LSD-52 Pearl Harbor)
ドック型輸送揚陸艦（LPD）
- ローリー級 - 3隻

ローリー(LPD-1 Raleigh)、バンクーバー(LPD-2 Vancouver)、ラ・サール(LPD-3 La Salle)
- オースチン級 - 12隻(1隻建造中止)

オースチン(LPD-4 Austin)、オグデン(LPD-5 Ogden)、ダルース(LPD-6 Duluth)、
クリーブランド級 
クリーブランド(LPD-7 Cleveland)、ダビューク(LPD-8 Dubuque)、デンバー(LPD-9 Denver)、ジュノー(LPD-10 Juneau)、コロナド(LPD-11 Coronado)、シュリーブポート(LPD-12 Shreveport)、ナッシュビル(LPD-13 Nashville)
トレントン級 
トレントン(LPD-14 Trenton)、ポンス(LPD-15 Ponce)
※ 建造中止：
(LPD-16)
- サン・アントニオ級 - 13隻（2隻建造中、4隻計画中）

フライトI
サン・アントニオ(LPD-17 San Antonio)、ニューオーリンズ(LPD-18 New Orleans)、メーサ・バード(LPD-19 Mesa Verde)、グリーン・ベイ(LPD-20 Green Bay)、ニューヨーク(LPD-21 New York)、サンディエゴ(LPD-22 San Diego)、アンカレッジ(LPD-23 Anchorage)、アーリントン(LPD-24 Arlington)、サマーセット(LPD-25 Somerset)、ジョン・P・マーサ(LPD-26 John P. Murtha)、ポートランド(LPD-27 Portland)、フォート・ローダーデール(LPD-28 Fort Launderdale)、リチャード・M・マッコール・ジュニア(LPD-29 Richard M. McCool Jr.)
※ 建造中:

フライトII
ハリスバーグ(LPD-30 Harrisburg)、ピッツバーグ (LPD-31 Pittsburgh)、フィラデルフィア (LPD-32 Philadelphia)、（LPD-33）、（LPD-34）、（LPD-35）
戦車揚陸艦（LST）
- LST-1級 - 937隻（115隻対英譲渡、100隻建造中止）
- タルボット・カウンティ級 - 2隻（1隻建造中止）

タルボット・カウンティ(LST-1153 Talbot County)、タラハッチー・カウンティ(LST-1154 Tallahatchie County)
- テレボーン・パリッシュ級 - 15隻

テレボーン・パリッシュ(LST-1156 Terrebonne Parish)、テレル・カウンティ(LST-1157 Terrell County)、タイオガ・カウンティ(LST-1158 Tioga County)、トム・グリーン・カウンティ(LST-1159 Tom Green County)、トラバース・カウンティ(LST-1160 Traverse County)、バーノン・カウンティ(LST-1161 Vernon County)、ワーキアカム・カウンティ(LST-1162 Wahkiakum County)、ワルド・カウンティ(LST-1163 Waldo County)、ワルワース・カウンティ(LST-1164 Walworth County)、ワショー・カウンティ(LST-1165 Washoe County)、ワシュテナウ・カウンティ(LST-1166 Washtenaw County)、ウェストチェスター・カウンティ(LST-1167 Westchester County)、ウェックスフォード・カウンティ(LST-1168 Wexford County)、ホイットフォールド・カウンティ(LST-1169 Whitfield County)、ウィンダム・カウンティ(LST-1170 Windham County)
- デ・ソト・カウンティ級 - 7隻(1隻建造中止)

デ・ソト・カウンティ(LST-1171 De Soto County)、サフォーク・カウンティ(LST-1173 Suffolk County)、グラント・カウンティ(LST-1174 Grant County)、ヨーク・カウンティ(LST-1175 York County)、グラハム・カウンティ(LST-1176 Graham County)、ロレイン・カウンティ(LST-1177 Lorain County)、ウッド・カウンティ(LST-1178 Wood County)
- ニューポート級 - 20隻(7隻建造中止)

ニューポート(LST-1179 Nowport)、マニトワック(LST-1180 Manitowoc)、サムター(LST-1181 Sumter)、フレスノ(LST-1182 Fresno)、ピオリア(LST-1183 Peoria)、フレデリック(LST-1184 Frederick)、スケネクタディ(LST-1185 Schenectady)、カユーガ(LST-1186 Cayuga)、タスカルーサ(LST-1187 Tuscaloosa)、サギノー(LST-1188 Saginaw)、サン・バーナディーノ(LST-1189 San Bernardino)、ボールダー(LST-1190 Boulder)、ラシーン(LST-1191 Racine)、スパータンバーグ・カウンティ(LST-1192 Spartanburg County)、フェアファックス・カウンティ(LST-1193 Fairfax County)、ラ・ムーア・カウンティ(LST-1194 La Moure County)、バーバー・カウンティ(LST-1195 Barbour County)、ハーラン・カウンティ(LST-1196 Harlan County)、バーンステーブル・カウンティ(LST-1197 Barnstable County)、ブリストル・カウンティ(LST-1198 Bristol County)
車両揚陸艦（LSV）
- キャッツキル級 - 6隻

中型揚陸艦（LSM）
- LSM-1級 - 498隻（60隻種別変更）

貨物揚陸艦（LKA）
- チャールストン級 - 5隻

戦車揚陸艇（LCT）
- LCT-1級 - 470隻
- LCT-501級 - 965隻
- LCU-1466級 - 144隻
- LCU-1610級

エアクッション型揚陸艇（LCAC）
- LCAC-1級 - 91隻

機動揚陸艇（LCM）
- LCM(3) - 8,631隻
- LCM(6)
- LCM(8)

車両兵員揚陸艇
- LCVP - 23,358隻

大型歩兵揚陸艇
- LCI(L)-1級 - 338隻
- LCI(L)-351級 - 619隻

#### 輸送艦艇
攻撃貨物輸送艦（AKA）
- 各型 - 9隻
- ベラトリクス級 - 2隻
- リブラ級 - 3隻
- アンドロメダ級 - 30隻
- アーテミス級 - 32隻
- トーランド級 - 32隻（3隻建造中止）
- トゥレーア - 1隻

攻撃輸送艦（APA）
- 各型 - 20隻
- プレジデント・ジャクソン級 - 5隻
- アーサー・ミドルトン級 - 3隻
- クレセント・シティ級 - 4隻
- ベイフィールド級 - 36隻
- オームズビー級 - 3隻
- サムター級 - 4隻
- ウインザー級 - 7隻
- ジリアム級 - 32隻
- フレデリック・ファンストン級 - 2隻
- ハスケル級 - 117隻（14隻建造中止）
- ポール・リヴィア級 - 2隻

高速輸送艦（APD）
- マンリー級 - 32隻（4隻改造中止） ※ 元『平甲板』型駆逐艦
- チャールズ・ローレンス級 - 43隻（7隻改造中止） ※ 元『バックレイ』級護衛駆逐艦
- クロスレイ級 - 51隻 ※ 元『ラッデロウ』級護衛駆逐艦

輸送艦（T-ACS）
- キーストーン・ステート級 - 3隻

キーストーン・ステート(T-ACS-1 Keystone State)、ジェム・ステート(T-ACS-2 Gem State)、グランドキャニオン・ステート(T-ACS-3 Grand Canyon State)
- ゴーファー・ステート級 - 3隻

ゴーファー・ステート(T-ACS-4 Gopher State)、フリッカーテイル・ステート(T-ACS-5 Flickertail State)、コーンハスカー・ステート(T-ACS-6 Cornhusker State)
RORO船（T-AKR）
- アルゴル級 - 8隻

アルゴル(T-AKR-287 Algol)、ベラトリックス(T-AKR-288 Bellatrix)、デネボラ(T-AKR-289 Denebola)、ポラクス(T-AKR-290 Pollux)、アルテア(T-AKR-291 Altair)、レギュラス(T-AKR-292 Regulus)、カペラ(T-AKR-293 Capella)、アンタレス(T-AKR-294 Antares)
- シュガート級 - 5隻

シュガート(T-AKR-295 Shughart)、ゴードン(T-AKR-296 Gordon)、ヤーノ(T-AKR-297 Yano)、ギリランド(T-AKR-298 Gilliland)、ソダーマン(T-AKR-299 Soderman)
- ボブ・ホープ級 - 7隻
- ワトソン級 - 8隻

輸送潜水艦（APS/APSS）
- アーゴノート - 1隻
- ガトー級改造型 - 3隻

#### その他
揚陸指揮艦
- アパラチアン級 - 4隻

アパラチアン (AGC-1 Appalachian) 、ブルー・リッジ (AGC-2 Blue Ridge) 、ロッキー・マウンテン (AGC-3 Rocky Mount) 、カトクティン (AGC-5 Catoctin)
- アンコン - 1隻

アンコン (AGC-4 Ancon)
- ビスケイン - 1隻

ビスケイン (AGC-18 Biscayne)
- ウィリアムズバーグ - 1隻

ウィリアムズバーグ (AGC-369 Williamsburg)
- ブルー・リッジ級 - 2隻

ブルー・リッジ（LCC-19 Blue Ridge）、マウント・ホイットニー（LCC-20 Mount Whitney）
火力支援艦
- LSM(R)-188級 - 12隻
- LSM(R)-401級 - 48隻
- キャロネード（IFS-1 Carronade） - 1隻

支援艇
- LCS(L)-1級 - 130隻
- LCI(G)-2級 - 212隻

### 哨戒艦艇

#### 哨戒・警備艦艇
哨戒艇
- イーグル・ボート
- PB Mk III型哨戒艇
- サイクロン級 - 14隻(3隻建造中止)

サイクロン(PC-1 Cyclone)、テンペスト(PC-2 Tempest)、ハリケーン(PC-3 Hurricane)、モンスーン(PC-4 Monsoon)、タイフーン(PC-5 Typhoon)、シロッコ(PC-6 Sirocco)、スコール(PC-7 Squall)、ゼファ(PC-8 Zephyr)、チヌーク(PC-9 Chinook)、ファイアーボルト(PC-10 Firebolt)、ファールウィンド(PC-11 Whirlwind)、サンダーボルト(PC-12 Thunderbolt)、シャマー(PC-13 Shamal)、トーネード(PC-14 Tornado)
- Mk VI型 - 12隻[5]
- CCM Mk1型 - 22隻[5]

ミサイル艇
- ペガサス級 - 6隻

ペガサス(PHM-1 Pegasus)、ハーキュリーズ(PHM-2 Hercules)、トーラス(PHM-3 Taurus)、アクィラ(PHM-4 Aquila)、エアリーズ(PHM-5 Aries)、ジェミニ(PHM-6 Gemini)

### 補助艦艇

#### 補給艦艇
高速戦闘支援艦
- サクラメント級 - 4隻(1隻建造中止)

サクラメント(AOE-1 Sacramento)、カムデン(AOE-2 Camden)、シアトル(AOE-3 Seattle)、デトロイト(AOE-4 Detroit)
- サプライ級 - 4隻(4隻建造中止)

サプライ(T-AOE-6 Supply)、レイニア(T-AOE-7 Rainier)、アークティク(T-AOE-8 Arctic)、ブリッジ(T-AOE-10 Bridge)
給油艦
- ネオショー級 - 6隻

ネオショー(AO-143 Neosho)、ミシシネワ(AO-144 Mississinewa)、ハサヤンパ(AO-145 Hassayampa)、カウィシウィ(AO-146 Kawishiwi)、トラッキー(AO-147 Truckee)、ポンチャトーラ(AO-148 Ponchatoula)
- ウィチタ級 - 7隻

ウィチタ(AOR-1 Wichita)、ミルウォーキー(AOR-2 Milwaukee)、カンザス・シティ(AOR-3 Kansas City)、サバンナ(AOR-4 Savannah)、ウォバッシュ(AOR-5 Wabash)、カラマズー(AOR-6 Kalamazoo)、ロアノーク(AOR-7 Roanoke)
- シマロン級 - 5隻

シマロン(T-AO-177 Cimarron)、モノンガヒーラ(T-AO-178 Monongahela)、メリマック(T-AO-179 Merrimack)、ウィラメット(T-AO-180 Willamette)、プラット(T-AO-186 Platte)
- ヘンリー・J・カイザー級 - 16隻(2隻建造中止)

給兵艦
- キラウエア級 - 7隻

キラウエア(T-AE-26)、バット(T-AE-27)、サンタ・バーバラ(T-AE-28)、マウント・フッド(AE-29)、フリント(T-AE-32)、シャスタ(T-AE-33)、マウント・ベーカー(T-AE-34)、キスカ(T-AE-35)
- スリバチ級 - 2隻

スリバチ(T-AE-21 Suribachi)、マウナ・ケア(T-AE-22 Mauna kea)
- ニトロ級 - 3隻

ニトロ(T-AE-23 Nitro)、パイロ(T-AE-24 Pyro)、ハレアカラ(T-AE-25 Haleakala)
貨物弾薬補給艦
- ルイス・アンド・クラーク級 - 14隻

ルイス・アンド・クラーク(T-AKE-1)、サカガウィア(T-AKE-2)、アラン・シェパード(T-AKE-3)、リチャード・E・バード(T-AKE-4)、ロバート・E・ピアリー(T-AKE-5)、アメリア・イアハート(T-AKE-6)、カール・ブラッシアー(T-AKE-7)、ウォリー・シラー(T-AKE-8)、マシュー・ペリー(T-AKE-9)、チャールズ・ドリュー(T-AKE-10)、ワシントン・チャンバース(T-AKE-11)、ウィリアム・マクリーン(T-AKE-12)、メドガー・エヴァーズ(T-AKE-13)、セザール・チャベス(T-AKE-14)
戦闘給糧艦
- マーズ級 - 7隻

マーズ(T-AFS-1)、シルヴァニア(AFS-2)、ナイアガラ・フォールズ(T-AFS-3)、ホワイト・プレーンズ(AFS-4)、コンコード(T-AFS-5)、サンディエゴ(T-AFS-6)、サンノゼ(T-AFS-7)
- シリウス級 - 3隻

シリウス(T-AFS-8 Sirius)、スピカ(T-AFS-9 Spica)、サターン(T-AFS-10 Saturn)
給糧艦
- ライゲル級 - 2隻

ライゲル(T-AF-58 Rigel)、ヴェガ(AF-59 Vega)

#### 支援艦艇
指揮艦
- ハワイ(CBC-1 Hawaii)
- ノーザンプトン(CLC-1/CC-1 Northampton)
- サイパン級

サイパン(CC-2 Saipan)、ライト(CC-2 Wright)
- ラ・サール(AGF-3 La Salle)
- コロナド(AGF-11 Coronado)

潜水母艦
- ハンレー級 - 2隻
- サイモン・レイク級 - 2隻
- L.Y.スピア級 - 2隻
- エモリー S.ランド級 - 3隻

駆逐艦母艦
- ディキシー級 - 5隻

ディキシー(AD-14 Dixie)、プレーリー(AD-15 Prairie)、 パイドモント(AD-17 Piedmont)、シエラ(AD-18 Sierra)、ヨセミテ(AD-19 Yosemite)
- サミュエル・ゴンパース級 - 2隻

サミュエル・ゴンパーズ(AD-37 Samuel Gompers)、ピュージェット・サウンド(AD-38 Puget Sound)
- イエローストーン級 - 4隻

イエローストーン（AD-41 Yellowstone）、アケーディア（AD-42 Acadia）、ケープ・コッド（AD-43 Cape Cod）、シェナンドー（AD-44 Shenandoah）
救難艦
- イーデントン級 - 3隻

イーデントン(ATS-1 Edenton)、ビューフォート(ATS-2 Beaufort)、ブランズウィック(ATS-3 Brunswick)
- セイフガード級 - 4隻

セイフガード（ARS-50 Safeguard）、グラスプ（ARS-51 Grasp）、サルヴァ（ARS-52 Salvor）、グラプル（ARS-53 Grapple）
潜水艦救難艦
- ウィドジョン(ASR-1 Widgeon)
- ファルコン(ASR-2 Falcon)
- チウィンク(ASR-3 Chewink)
- マーラード(ASR-4 Mallard)
- オートラン(ASR-5 Ortolan)
- ピジョン(ASR-6 Pigeon)
- チャンティクリアー級 - 11隻

チャンティクリアー(ASR-7 Chanticleer)、コウカル(ASR-8 Coucal)、フローリカン(ASR-9 Florikan)、グリーンレット(ASR-10 Greenlet)、マカウー(ASR-11 Macaw)、キティウェーク(ASR-13 Kittiwake)、ペットレル(ASR-14 Petrel)、サンバード(ASR-15 Sunbird)、トリンガ(ASR-16 Tringa)、ヴァーディン(ASR-17 Verdin) - 1945年に建造キャンセル、ウィンドホバー(ASR-18 Windhover) - 1945年に建造キャンセル
- ペンギン級 - 3隻

ペンギン(ASR-12 Penguin)、ブルーバード(ASR-19 Bluebird)、スカイラーク(ASR-20 Skylark)
- ピジョン級 - 2隻

ピジョン(ASR-21 Pigeon)、オートラン(ASR-22 Ortolan)

#### その他
海洋観測艦
- パスファインダー級 - 6隻

音響測定艦
- ストルワート級 - 18隻
- ヴィクトリアス級 - 4隻

ヴィクトリアス (音響測定艦)
- インペカブル(T-AGOS-23 Impeccable)

ミサイル追跡艦
- オブザヴェーション・アイランド(T-AGM-23 Observation Island)
- インヴィンシブル(T-AGM-24 Invincible)
- ハワード・O・ローレンツェン(T-AGM-25 Howard O. Lorenzen)

病院船
- マーシー級病院船 - 2隻

マーシー(T-AH-19 Mercy)、コンフォート(T-AH-20 Comfort)
航洋曳船
- ポーハタン級 - 7隻